# Gotthardpass
Der Gotthardpass (italienisch Passo del San Gottardo) war vom Mittelalter an bis zum Bau der Eisenbahn- und Autobahntunnel eine der wichtigen Nord-Süd-Verbindungen über die Alpen. Als Gotthardachse wird die auch heute noch europäisch bedeutende Verkehrsachse bezeichnet, die in Nord-Süd-Richtung über das Gotthardmassiv oder unter ihm hindurch führt. Der Gotthardpass ist eine der direkten Verkehrsverbindungen durch die Zentralalpen, die nur über einen Gebirgskamm führen. Aus diesem Grund hat die Gotthardachse – anders als der Pass selbst – nach wie vor eine grosse Bedeutung für den Alpentransit. Namensgeber für den Pass ist der heilige Godehard von Hildesheim.

## Verlauf
Der Gebirgspass verbindet die Ortschaften Andermatt in der Talschaft Urseren im Kanton Uri und Airolo in der Valle Leventina im Kanton Tessin. Die Passhöhe liegt auf einer Höhe von 2107 m ü. M.
Auf einer Strecke von rund 110 Kilometern verbindet die Gotthardstrasse, so die amtliche Bezeichnung, die Orte Altdorf und Biasca. Diese Hauptstrasse 2 folgt ab Altdorf dem Reusstal und tangiert dort die Dörfer Schattdorf, Erstfeld, Silenen, Amsteg, Intschi, Wassen, Wattingen und Göschenen. Nach Göschenen folgt die Schöllenenschlucht mit dem Suworow-Denkmal und anschliessend das Dorf Andermatt, ein Verkehrsknotenpunkt. Dort kreuzen sich die Gotthardachse und die zentrale Ost-West-Achse der Schweizer Alpen, die das Wallis beziehungsweise das Goms im Westen über den Furkapass und den Oberalppass mit Graubünden beziehungsweise der Surselva im Osten verbindet.
Die Passstrasse respektive Hauptstrasse 2 überquert auf der Gotthard-Passhöhe die Europäische Hauptwasserscheide zwischen Rhein und Po. Sie wird flankiert von der Gotthardleitung und dem Bergsee Lago della Piazza. Ab der Kantonsgrenze, die zwischen Hospental und dem Gotthardpass liegt, trägt sie den Namen Via San Gottardo und führt als solche in die Leventina. In Airolo erreicht sie den Talboden. In Piotta wechselt sie ihren Namen in Strada Cantonale.

## Geschichte

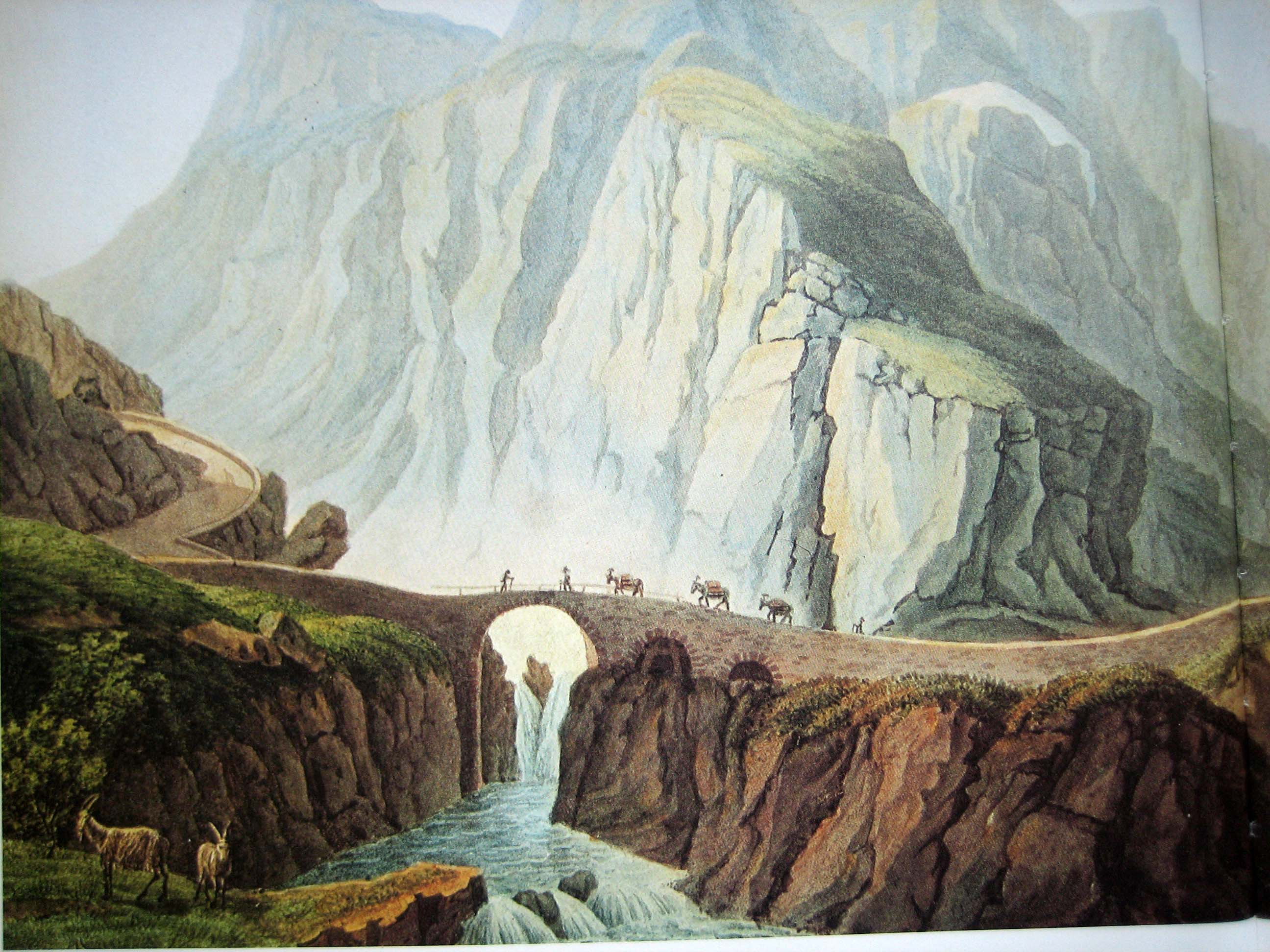
Die erste steinerne Teufelsbrücke

Obwohl den Römern der Gotthard als Pass unter dem Namen Adula Mons bekannt war, nutzten sie ihn kaum: Befestigte Römerstrassen führten über den Septimerpass, Reschenpass und Brenner. Zwar konnte der Gotthard selbst stets überquert werden, aber die Schöllenenschlucht weiter nördlich bildete ein unüberwindbares Hindernis. Funde von römischen Münzen zeigen jedoch, dass der Pass in geringem Mass doch begangen wurde. Die Schöllenen umging man meistens über den Bäzberg oder reiste über den Furka- und den Oberalppass, die zu jener Zeit über einen Saumpfad begehbar waren.
Eine Voraussetzung für einen Waren- und Personenverkehr über den Gotthard war die Begehbarmachung der Schöllenenschlucht zwischen Göschenen und Andermatt. Um 1220 wurde zuerst die Twärrenbrücke gebaut und um 1230 die erste hölzerne Brücke über die Reuss, die Teufelsbrücke. 1595 wurde diese durch eine steinerne ersetzt. Die Legende der Errichtung des ersten Pfades durch die Schöllenenschlucht hat Robert Schedler in seinem historischen Roman Der Schmied von Göschenen aufgearbeitet.
Der schnelle Transit am Gotthard kam auch dem Stauferkaiser Friedrich II. gelegen, denn die Möglichkeit, Boten und Soldaten rasch über die Alpen zu verschieben, war ihm und seinem in Deutschland als König regierenden Sohn Heinrich (VII.) so wichtig, dass dieser 1231 Uri gegen eine Loskaufsumme und das Pfand des freien und gesicherten Durchgangs einen Freibrief verlieh. Dadurch wurden die Urner reichsfrei, was bedeutete, dass sie nur dem Kaiser Gehorsam schuldeten. Später erhielten auch die Kantone Schwyz und Unterwalden den gleichen Status zugesprochen. Die Erschliessung der Gotthardstrasse wurde so zu einem wesentlichen Faktor für die Entstehung der Schweizer Eidgenossenschaft.

### Saumweg

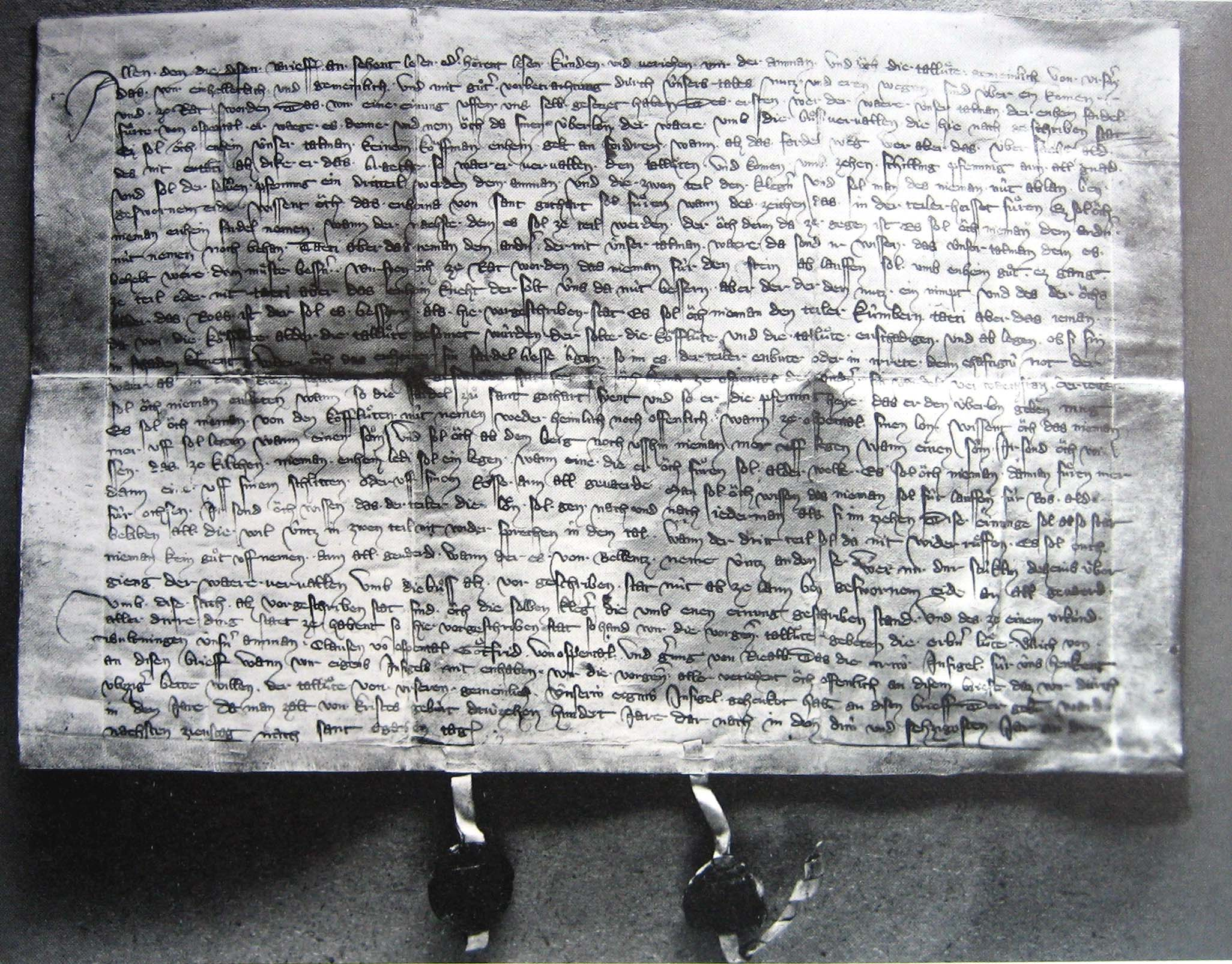
Transportordnung der Säumergenossenschaft Urseren, 1363

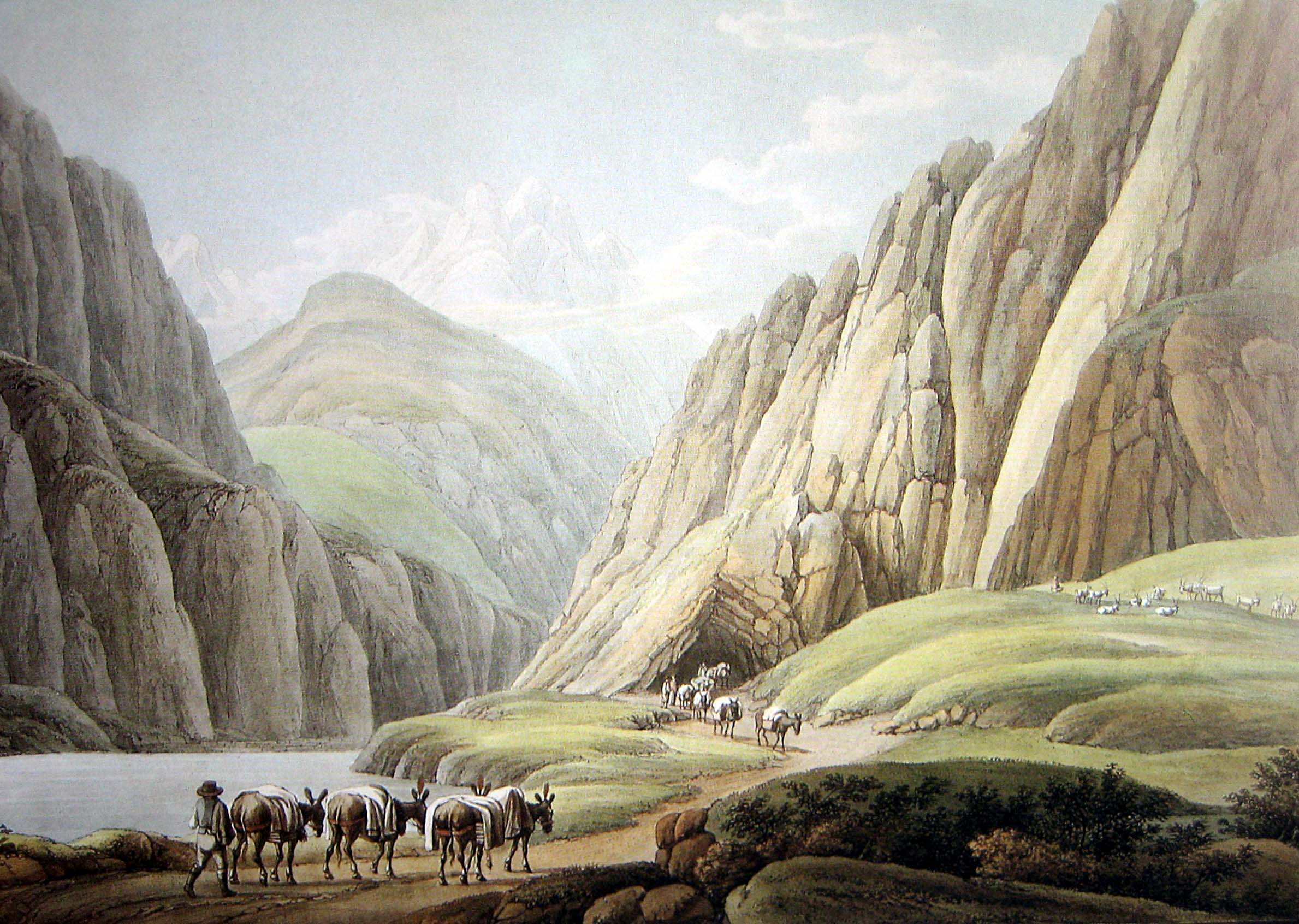
Säumerkolonne vor dem Urnerloch, um 1790

Mit der Begehbarmachung der Schöllenenschlucht begann der Aufstieg des Gotthardweges, der bis heute anhält. Im 13. Jahrhundert erhielt er einen gekiesten oder mit Granitplatten gepflasterten Saumweg von bis zu drei Metern Breite, über den jährlich an die 12'000 Menschen zogen. Allerdings war der Saumweg nicht überall so breit, es gab zahlreiche Engstellen. Wie in der heutigen Zeit führten auch schon damals diese Engstellen am alten Saumweg zu Kolonnen, die immer wieder zum Stillstand der Handelskarawanen führten. Dennoch galt der Gotthardsaumweg für das ausgehende Mittelalter als eine komfortable Strasse, und der Gotthardpass entwickelte sich schnell zu einem der bedeutendsten Alpenübergänge. Bezeichnungen für den Pass waren damals Monte Tremulo, Mons Ursarie und Mons Elvelinus.
Zahlreiche Verträge der Orte an der Gotthardroute regelten den Saumverkehr, erstmals 1237. Die Säumerordnung von 1383, geschlossen zwischen Uri und dem Valle Leventina, ermöglichte bereits eine Art Eilgutverkehr. Die Säumer hatten aber nicht nur das Transportmonopol inne, sie sorgten auch für den Unterhalt und Ausbau der Wege. Die Schaffung sicherer Wege lag daher auch in ihrem Interesse, da sie dadurch ihren Gewinn steigern konnten. So kam die bisher ärmliche Gegend durch das Säumerwesen bald zu einem gewissen Wohlstand. Auch das Militär nahm den neuen Pass schnell an: Bereits 1240 eilten Schwyzer Soldaten über den Gotthard Kaiser Friedrich II. bei der Belagerung von Faenza zu Hilfe.
Schon früh reisten zahlreiche Prominente über den Gotthard, unter ihnen viele Kirchenfürsten. Die erste zuverlässige Nachricht über die Benutzung des Passes stammt von Albert von Stade, einem Benediktinerabt aus dem Bistum Bremen, der 1236 diese Route für eine Pilgerreise auf dem Rückweg von Rom nach Deutschland wählte.
Einige der Reisenden hinterliessen aufschlussreiche und dramatische Reiseberichte, so etwa der samländische Bischof Dietrich von Cuba, der in seinem Rechnungsbuch am 16. März 1473 schrieb: […] ueber den Gothart schentlichen bosen wegk, als ich en alle myn leptage (nicht) gewandelt byn. Vom Oxforder Chronisten Adam de Usk, welcher im März 1401 den Gotthard in einem von Ochsen gezogenen Schlitten bereiste, wird berichtet, dass er sich an den gefährlichsten Stellen die Augen verbinden liess, um nicht in die tiefen Abgründe blicken zu müssen.

### Bedeutung

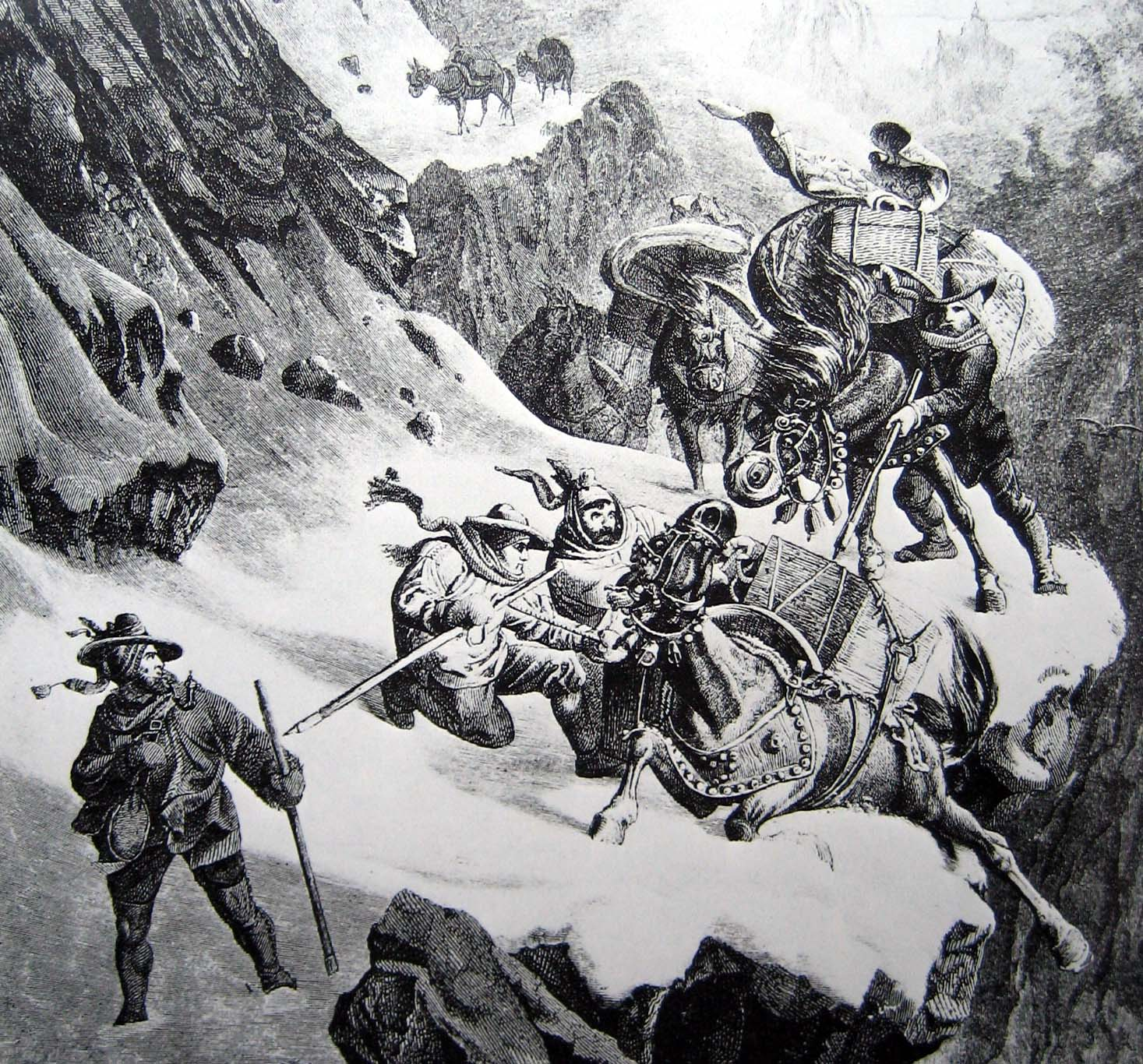
Säumerkolonne im Winter

Kaum fünfzig Jahre nach dem Bau der Teufelsbrücke hatte der Gotthard eine so grosse Bedeutung erlangt, dass der Bischof von Chur seine Kollegen in Luzern (1278) und Zürich (1291) vom Zoll befreite, um die Frequenzen am Septimer zu erhalten.
Die in Luzern konzentrierten Gotthardzölle von Hospental bis Reiden waren eine Haupteinnahmequelle der habsburgischen Verwaltung. So waren es denn auch die Habsburger, die den Ausbau des Gotthardweges in den ersten hundert Jahren förderten. Vorher war der Gotthardweg wohl mehr eine Folge von mehr oder weniger gut unterhaltenen und zum Teil sehr alten Gemeindewegen.
Bereits zu Beginn des 15. Jahrhunderts überquerten jährlich ca. 10'000 Personen und 9000 Saumtiere den Pass. Wenn auch die Sommermonate den Verkehr über den Gotthard begünstigten, waren doch die Wintermonate für die Säumer lukrativer. Sie konnten im Winter einen von zwei Ochsen gezogenen Schlitten nutzen, mit dem sie bis zu 600 Kilogramm transportieren konnten, viermal so viel wie im Sommer. Im Jahr 1500 wurden etwa 170 Tonnen Waren über den Gotthard transportiert. Zu Fuss dauerte die Reise von Flüelen nach Bellinzona rund 30 Stunden.
Der Dreissigjährige Krieg liess den Gotthard für längere Zeit an Bedeutung verlieren. Als Gradmesser dienen die Einnahmen der Zollstellen von Basel und Luzern, die am Ende des Krieges 1648 kaum noch 20 % von 1619 betrugen. Deutschland war damals zu ausgeblutet, als dass der Handel Italiens mit Deutschland blühen konnte. Das änderte sich mit dem Friedensschluss, und 1655 konnten wieder neue Rekordwerte im Handelsverkehr verzeichnet werden.
Während des Zweiten Weltkriegs wurde auf der Passhöhe die Gotthardfestung ausgebaut, die bis 1998 im Dienst blieb. Dazu gehörten unter anderem die Festung Sasso da Pigna bei der Passhöhe sowie die Festung Foppa Grande und die Festung Gütsch, die die Zufahrten sicherten.

### Hospiz

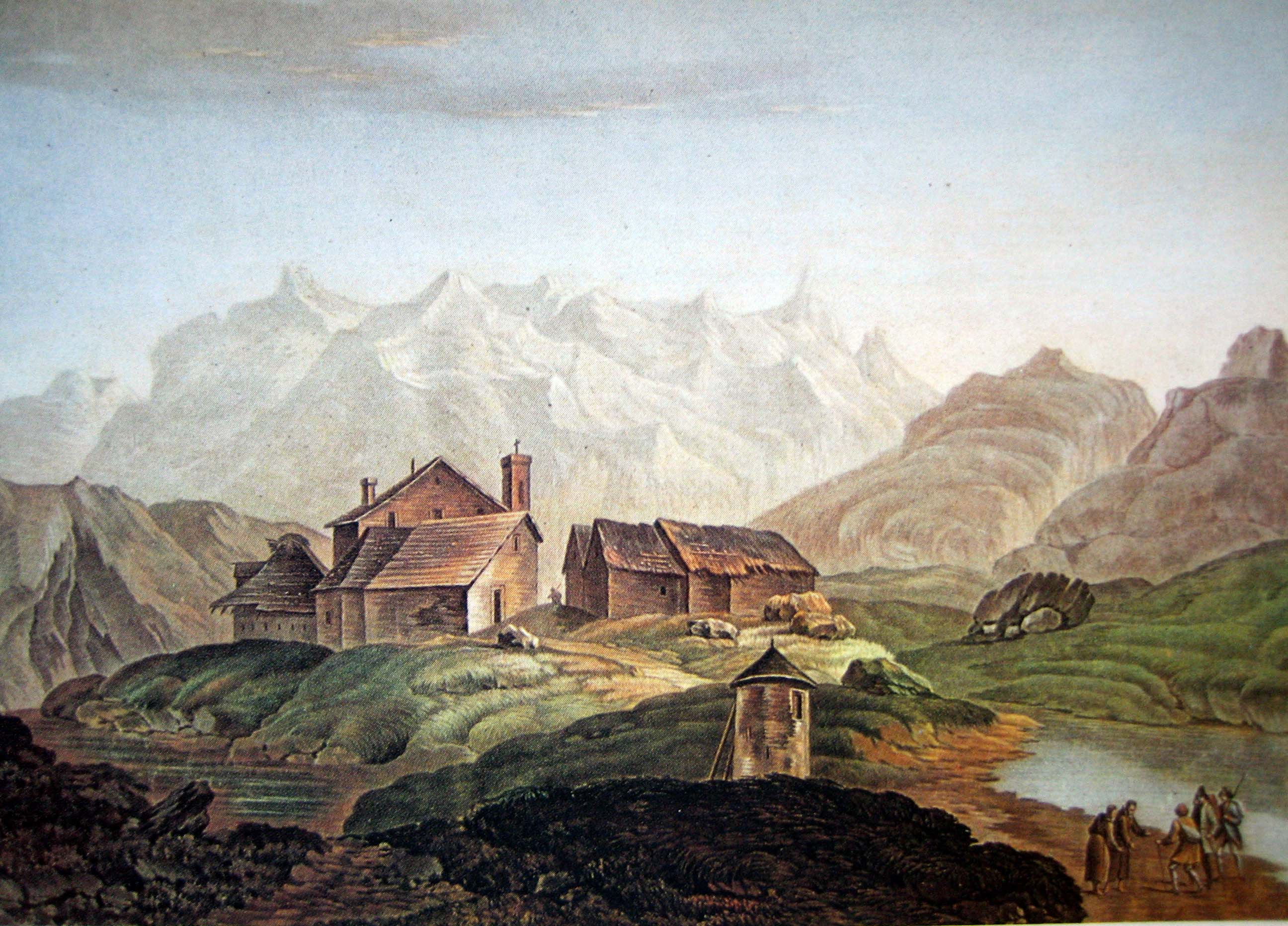
Das Gotthardhospiz, 1785

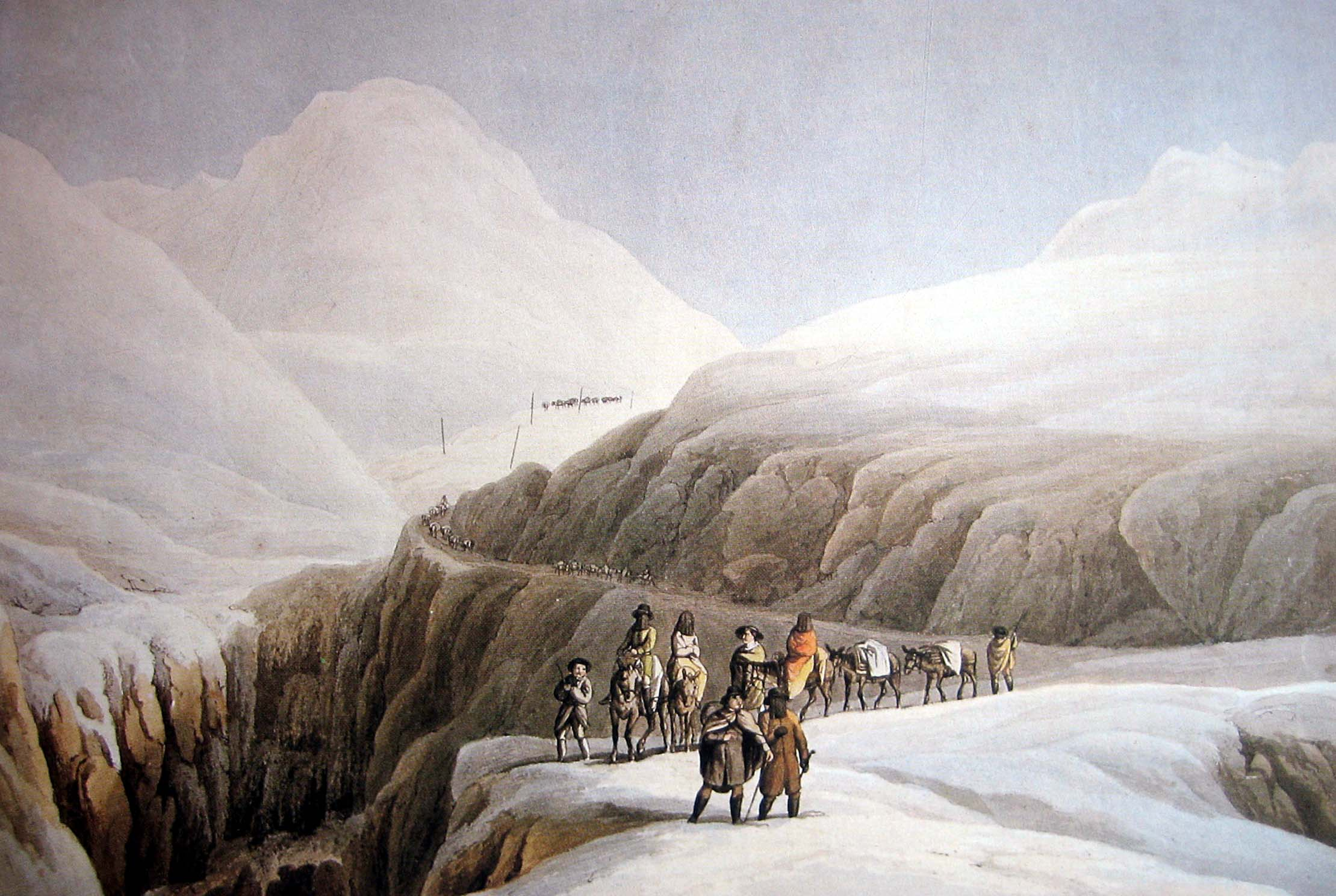
Winterreise über den Gotthard, 1790

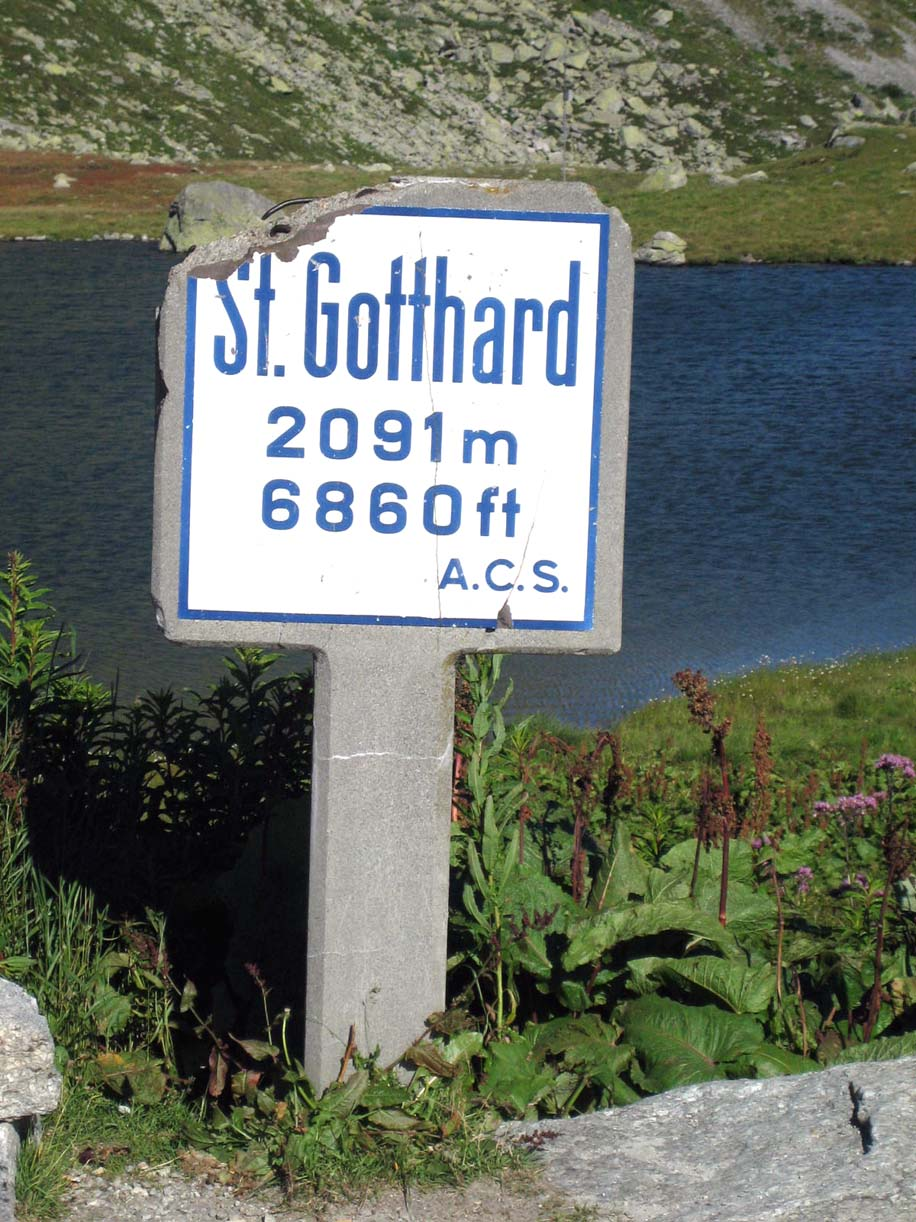
Altes Passschild beim Hospiz

Auf der Passhöhe soll schon früh eine Kapelle gestanden haben. Wer sie wann errichtete, ist nicht bekannt. Bei Ausgrabungen im Keller des alten Hospizes auf der Passhöhe fand man ihre Grundmauern, die wenigstens bis in die karolingische Zeit zurückreichen; ein weiterer Vorgängerbau ist denkbar.
Die Kapelle und eine Sust auf der Passhöhe werden erstmals erwähnt in einem am 12. August 1331 nach Grenzstreitigkeiten geschlossenen Friedensvertrag zwischen Urseren und Livinen. Der Mailänder Erzbischof Galdinus soll die Kapelle im Jahre 1230 dem Heiligen Godehardus geweiht haben (gemäss Liber notitiae Sanctorum Mediolani), nach dem der Pass benannt ist. Es gibt aber auch Anhaltspunkte dafür, dass bereits Jahrzehnte zuvor die Mönche von Disentis hier eine Kapelle oder Unterkunft unterhielten und dort ebenfalls den Heiligen Godehardus verehrten.
Bald entstand als Herberge für die zahlreichen Rompilger und andere Reisende ein Hospiz (Schutzhütte), welches 1431/32 vergrössert wurde. Im 17. Jahrhundert liess Erzbischof Federico Borromeo von Mailand das Hospiz ausbauen und durch eine Priesterwohnung ergänzen. Ab 1685 wurde das Gasthaus von Kapuzinern geführt, die wegen des extremen Wetters die Sondergenehmigung erhielten, Schuhe zu tragen.
Vom Ende des 18. Jahrhunderts ist ein Bericht überliefert, in dem über die Bewirtung mittelloser Reisender berichtet wird. So hatte der Wirt jedem ein Stück Brot, etwas mageren Käse und ein wenig süssen Wein zu geben, zur Mittagszeit gab es dann noch eine ‹geschmalzte Suppe›. Auch gab man Nachtlager und nötigenfalls Pflege. Jährlich sollen um die 4000 Arme dermassen verpflegt worden sein.
Bei Kämpfen zwischen Russen und Franzosen wurde das Hospiz 1799 zerstört, und die Kapuziner wurden abberufen, 1837 wieder eingesetzt und 1841 endgültig abberufen. 1830 ging das Gebäude an den Kanton Tessin über, der es 1834 erneuerte und 1838 Hotel und Zollgebäude bauen liess. Betreut wurde das Hospiz fortan durch Felice Lombardi aus Airolo, dessen Familie bis 1972 dort wirtete. 1866 eröffnete Lombardis Sohn neben dem Hospiz das Hotel Monte Prosa, um vornehme Gäste standesgemäss bewirten zu können. 1905 brannte das Hotel ab, wurde jedoch sogleich wieder aufgebaut. In der ehemaligen Sust gegenüber dem Hospiz sind heute ein Restaurant und das Museum San Gottardo untergebracht. Das Hospiz wurde 2005 als Folge eines Architekturwettbewerbes durch die Architekten Quintus Miller und Paola Maranta oberhalb des ersten Stockes entkernt. Der Giebel wurde erhöht, und neben das betonierte Treppenhaus wurde eine bis unter das Dach reichende Holzkonstruktion gebaut.

### Erster Postverkehr
Kuriere, Boten, Standesläufer und Krieger verkehrten seit der Öffnung des Gotthardweges immer wieder, jedoch ohne festen Fahrplan. Sie transportierten Nachrichten zwischen Klöstern, Universitäten und Fürstenhöfen. Die Boten der Eidgenössischen, die Standesläufer, trugen bunte Uniform und Wappenschild, Botenbüchse, einen Spiess und ein Kurzschwert. Sie waren offizielle Amtspersonen und durften nicht belästigt werden. Die Behörden waren verpflichtet, ihnen zu helfen.
Ab dem 15. Jahrhundert wird von einem zunehmenden Postverkehr über den Gotthard berichtet. Der römisch-deutsche König und spätere Kaiser Maximilian I. soll 1494 eine regelmässige Botenlinie durch seinen Postmeister Franz von Taxis errichtet haben lassen. Diese kann nicht lange bestanden haben, denn als 1499 der Schwabenkrieg ausbrach, kämpften die Eidgenossen gegen Maximilian I. Spätestens 1563 bestand wieder eine Postlinie, die Mailand mit Basel verband und im Postreisebuch des Genueser Kuriermeisters Giovanni da l’Herba erwähnt wird.
Den ersten eidgenössischen Postdienst schufen 1615 die Zürcher Gebrüder Hess, die im Auftrag von Zürcher Kaufleuten und mit behördlicher Bewilligung im Haus zum Roten Gatter in Zürich das erste Postamt eingerichtet hatten. Ab dem 5. Oktober 1615 schickten sie einmal pro Woche einen Läufer über den Gotthard nach und von Bergamo. In den Folgejahren wurden noch weitere Botendienste eingerichtet, so zum Beispiel von 1653 bis 1682 von Diego Maderni in Lugano, dessen berittene Kuriere den Weg zwischen Luzern und Mailand in vier Tagen zurücklegten. Den wohl bekanntesten betrieb ab 1693 der Berner Ratsherr und Postunternehmer Beat von Fischer, der auch das Postregal am Simplonpass besass. Er richtete eine berittene Post über den Gotthard ein, welche bis in das Jahr 1832 Bestand hatte.
Damit Post- und Warenverkehr im Winter aufrechterhalten werden konnten, wurde ein Ochse mit einem an einem Seil hängenden schweren Baumstamm durch den Schnee getrieben, um den Schnee einigermassen festzudrücken, so dass er von Schlitten genutzt werden konnte. Wenn der Schnee für die Tiere zu hoch lag, wurden Schaufelknechte eingesetzt. Das Trassee des Gotthardweges fand man dabei auf die gleiche Weise wie noch heute: Man steckte im Sommer lange Holzstangen an den Strassenrand. Die Art der Schneeräumung durch Ochse und Baumstamm wurde genutzt, bis im 20. Jahrhundert motorisierte Schneeräumfahrzeuge zum Einsatz kamen.

### Erster Ausbau

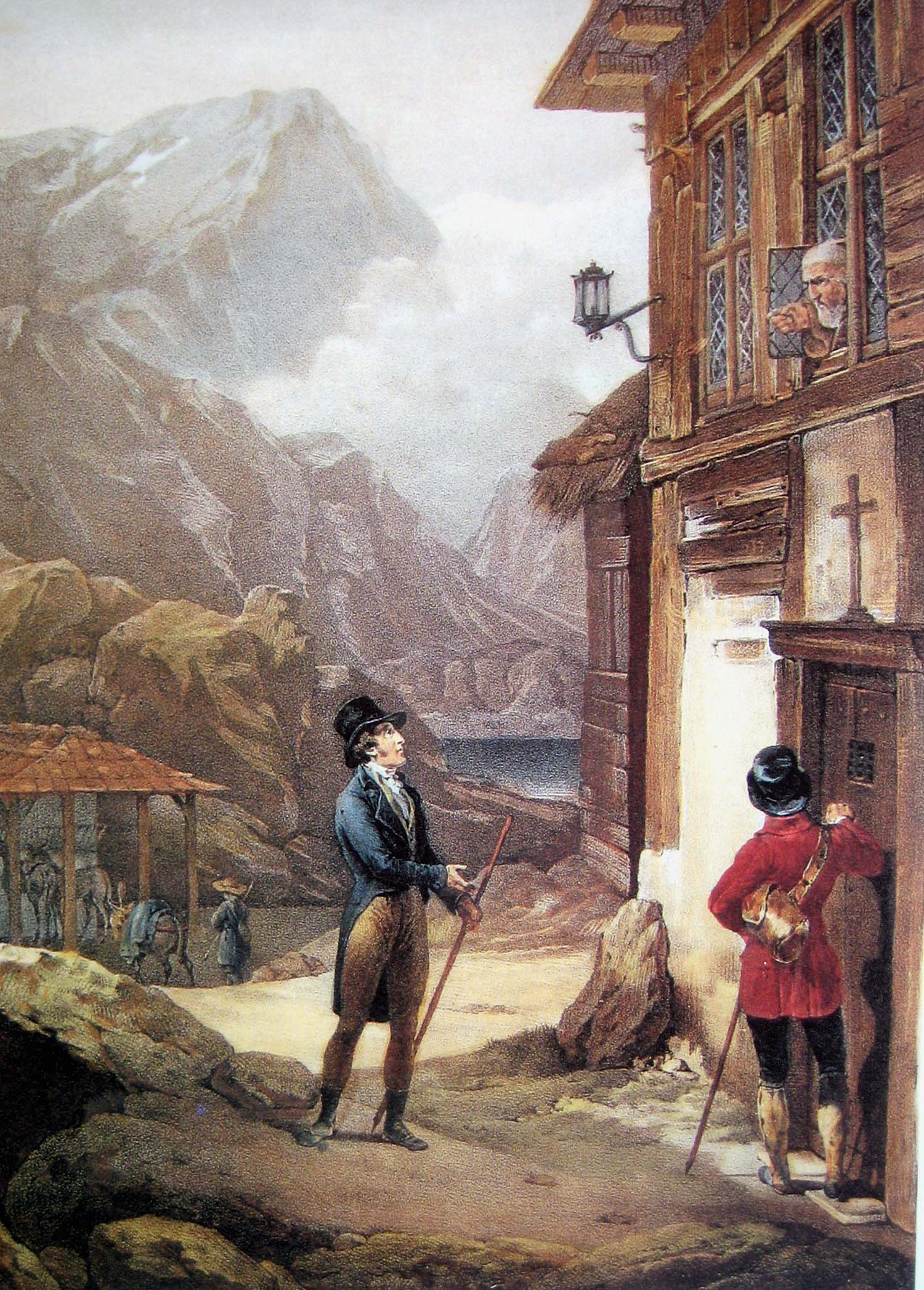
Der Herzog von Chartres, der spätere französische König Louis Philipp, begehrt Einlass ins Hospiz, 1793

Der alte Saumweg aus dem Mittelalter wurde seit seiner Entstehung abschnittsweise ausgebaut, so dass er ab Ende des 18. Jahrhunderts auch von den Kutschen der Gotthardpost genutzt werden konnte. Noch gegen Ende des 17. Jahrhunderts wurde der Gotthardweg mit Granitrollsteinen und Gneisplatten gepflastert und zur Strasse ausgebaut. Dabei verbreiterte man den Weg, wo immer es möglich war, auf fünf Meter.
Es ist anzunehmen, dass mit diesem Bau auch erstmals ein bescheidener Fahrverkehr möglich wurde, der allerdings noch den Weg über den Pass sowie die Schöllenen ausschloss. In der Tremola wurde der Saumweg in Form eines steinernen Stufenweges angelegt, eine in früheren Zeiten beliebte Methode, um Höhenunterschiede schnell und trittsicher auszugleichen, war es doch den Saumtieren wie Trägern auf ihnen möglich, den Weg in direkter Linie zurückzulegen.
Wagenfahrten waren hier schlecht möglich, auch wenn es möglicherweise parallel zum Stufenweg einen weiteren Weg gab, der zwar deutlich länger war, aber durch ein geringeres Gefälle ohne Stufen auskam. Vom Stufenweg wird noch Ende des 18. Jahrhunderts berichtet, so auf einem Stich von 1780, aus der Zeit also, aus der erste Berichte einer Gotthardüberquerung mit Wagen bekannt sind.
1775 fuhr erstmals ein Engländer, der Geologe Greville, über den Gotthard. Er hatte darauf bestanden, auf vier Rädern zu reisen. Um dies zu bewerkstelligen, hatte er eine Begleitung von 78 Mann, die an den schwierigsten Stellen die Kutsche zerlegten, um das Hindernis trugen und wieder zusammenbauten. Greville war aber nur eine Ausnahme, die meisten Reisenden zogen Pferd oder Sänfte vor oder überquerten den Gotthard zu Fuss, so wie Johann Wolfgang von Goethe, der den Gotthard dreimal bis zur Passhöhe erklomm, aber nie ganz überquerte. Trotz allen Erschwernissen beschreiben die Reisenden den Verkehr, besonders den Warenverkehr, als überaus stark. Es sollte dennoch noch ein paar Jahrzehnte andauern, bis sich die Verhältnisse am Gotthard besserten und der alte Saumweg durch eine neue Strasse ersetzt wurde.
Reste des alten Saumweges sind heute noch an manchen Stellen zu sehen, so beispielsweise in der Nähe des Hospizes oder bei der Totenkapelle. Die Reste der alten Saumwege werden derzeit zu einem historischen Wanderweg ausgebaut. Federführend ist das IVS – das Inventar historischer Verkehrswege der Schweiz.

### Erste Strasse

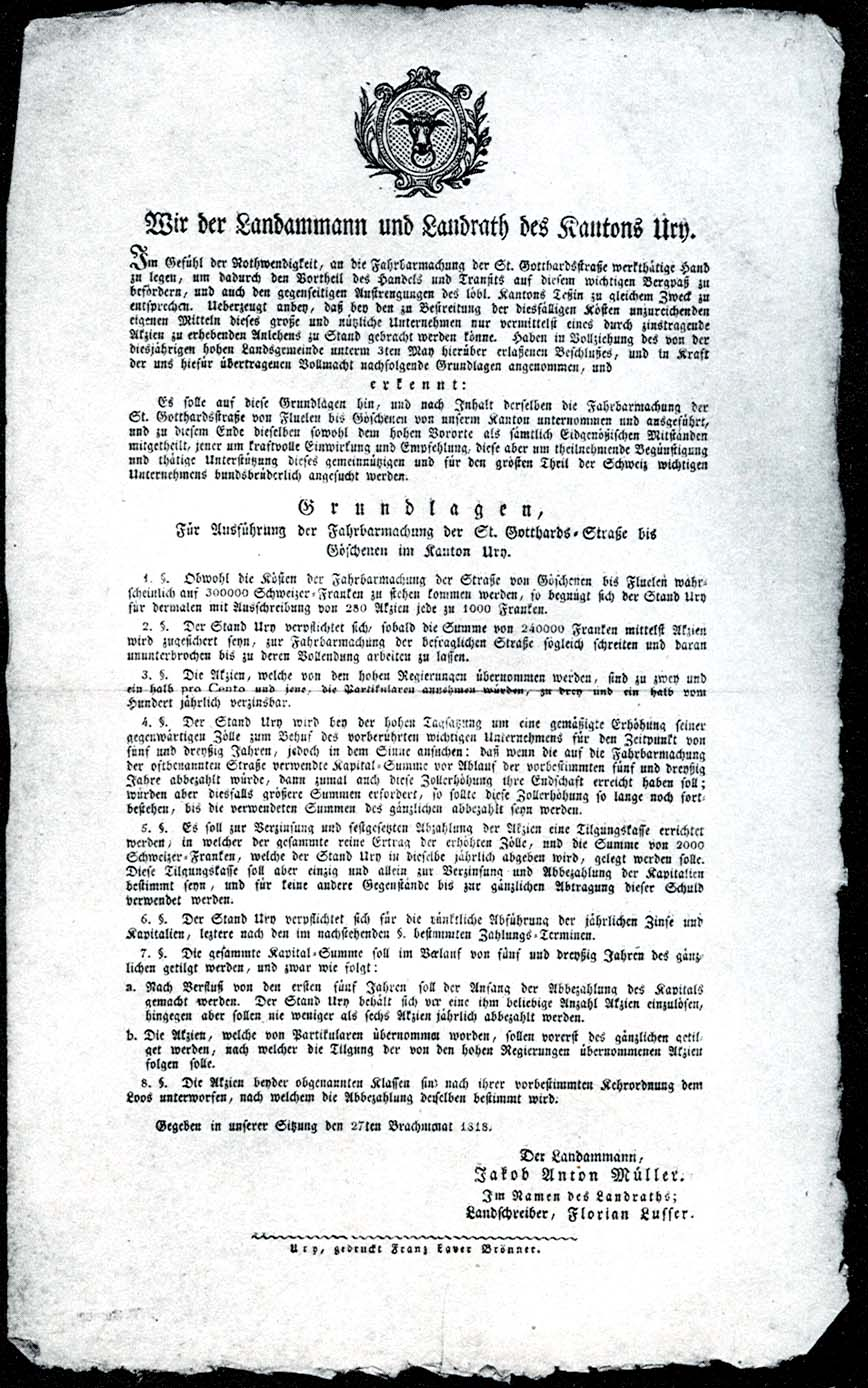
Beschluss der Urner Regierung zum Bau der neuen Gotthardstrasse, 1818

Den steigenden Erfordernissen des Verkehrs wurde der Gotthardweg mit seinem mittelalterlichen Standard immer weniger gerecht. Schon am Ende des 18. Jahrhunderts wurde klar, dass der alte Gotthardweg ausgebaut werden musste. 1772 war die Brennerstrasse bereits ausgebaut, und 1805 folgte der Simplon.
Dem Gotthard schadete dies aber zunächst einmal nicht. Der Verkehr zu dieser Zeit nahm ohnehin stark zu, und Brenner bzw. Simplon waren in feindlicher Hand. Nach dem Wiener Kongress von 1815 sah die Situation jedoch anders aus, und der Verkehr nahm die schnelleren Wege – und das war nicht mehr nur der Gotthard. Graubünden reagierte schnell, indem es 1818 den Bau der Strassen über den San-Bernardino-Pass mit dem Tessin und dem Splügen mit Österreich auf der Südseite vorantrieb. Der Kanton Uri, der bisher einen Ausbau des Gotthards als nicht so wichtig angesehen hatte, beeilte sich nun, den Ausbau voranzutreiben. Nur war er zunächst der Ansicht, Ausbesserungen des Saumweges reichten aus; sie waren nach den Zerstörungen durch die Kämpfe des russischen Generals Suworow gegen die Franzosen im Jahre 1799 ohnehin notwendig geworden.
Im ersten Drittel des 19. Jahrhunderts liess der Verkehr über den Gotthard dennoch nach; die neuen Fahrstrassen über den San-Bernardino-Pass, Splügen und Simplon waren ihres besseren Ausbaus wegen eine starke Konkurrenz. Bald wurde klar, dass auch der Gotthard eine gut befahrbare Strasse benötigte; besonders der Kanton Tessin war dabei die treibende Kraft.
Nachdem die Kantone Luzern, Solothurn, Tessin, Basel und Uri vier Millionen Franken zugesichert hatten, beschloss die Landgemeinde von Uri am 3. Mai 1818 den Bau einer Fahrstrecke von Amsteg nach Göschenen. Zur Finanzierung wurde für die Dauer von 35 Jahren eine Zollerhöhung beschlossen. Am 6. Juni 1820 begann das Unternehmen von Cirillo Jauch, einem im Tessin lebenden Urner, mit den Bauarbeiten, welche 1826 abgeschlossen waren. Uri hatte aber überstürzt den erstbesten Bauunternehmer gewählt, welcher die Arbeiten mangelhaft ausführte: Schon nach wenigen Jahren rutschten Trassees ab und stürzten Brücken ein, und so mussten in der Folge zahlreiche Abschnitte unter der Leitung des kaum zwanzigjährigen Altdorfer Ingenieurs Karl Emanuel Müller noch einmal gebaut werden. Unter seiner Leitung entstand von 1826 bis 1830 das schwierige Teilstück von Göschenen nach Hospental. Gleichzeitig erstellten die Tessiner Ingenieure Columbara aus Ligornetto die Strasse von Hospental bis zur Kantonsgrenze. Bis 1830 wurde unter der Leitung des Tessiner Ingenieurs Francesco Meschini die anspruchsvolle Strecke zwischen Giornico und der Kantonsgrenze vollendet.
Auf der neuen Gotthardstrasse von 5,5 bis 7,5 Meter Breite konnten nun auch schwere Lastfuhrwerke bequem fahren und sich kreuzen, und bereits 1831 rollten 900 Kutschen über den Pass. In der Mitte des 19. Jahrhunderts war die Gotthardstrasse in einem einigermassen guten Zustand, dafür waren jetzt die alten Säumergenossenschaften ein Hindernis für einen gut funktionierenden Passverkehr, denn sie besassen immer noch das Transportmonopol. Weil die Säumer nebenher auch Bauern waren, die ihre Landarbeiten zu erledigen hatten, kam es immer wieder zu Verspätungen und besonders im Sommer zu Staus. Die professionellen Transportunternehmen, die oft aus dem Unterland kamen, profitierten davon und unterliefen das alte Säumerwesen so stark, dass es bald zerfiel.

### Zeit der Postkutschen

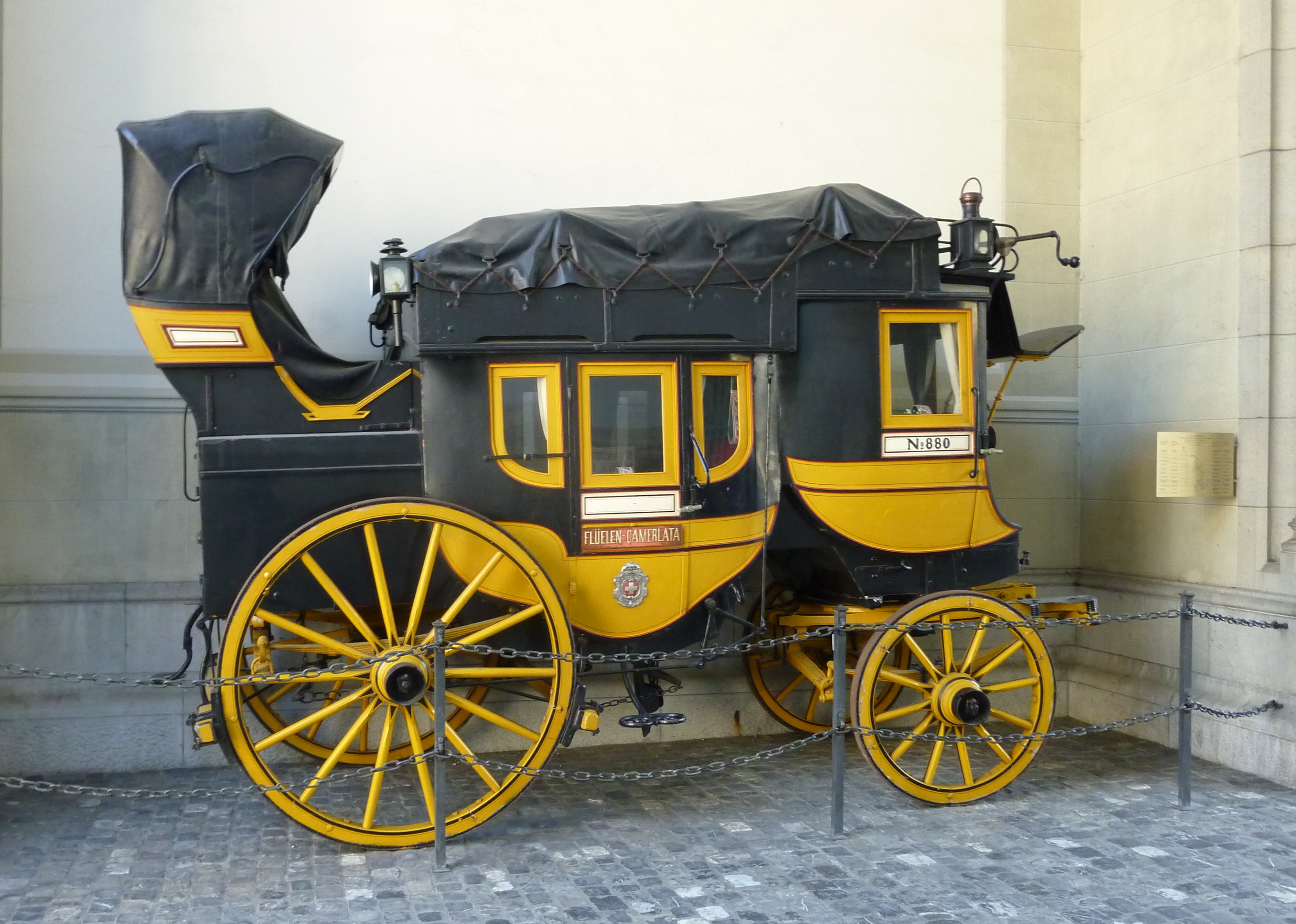
Gotthardkutsche für zehn Passagiere im Hof des Landesmuseums in Zürich
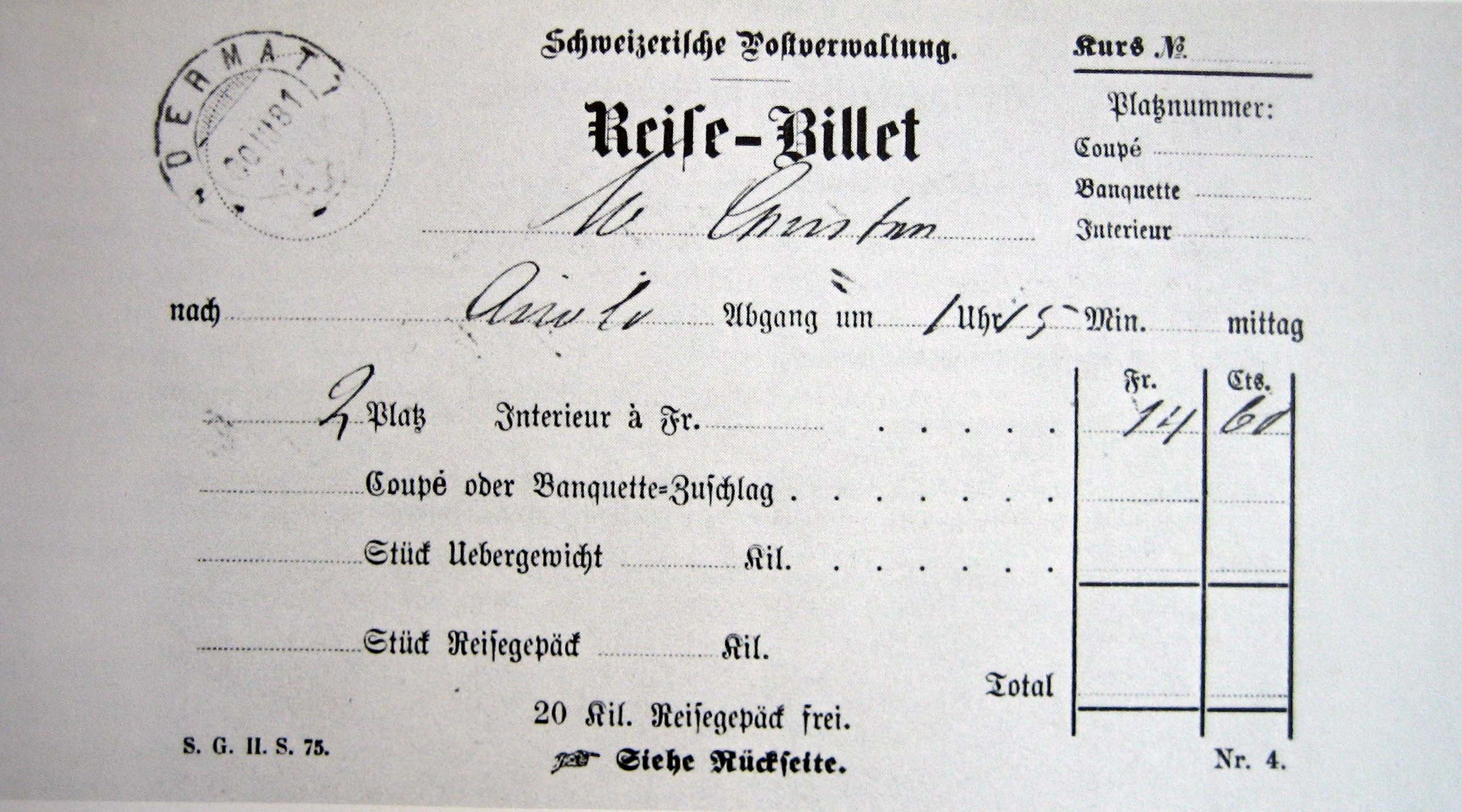
Fahrkarte, 1881
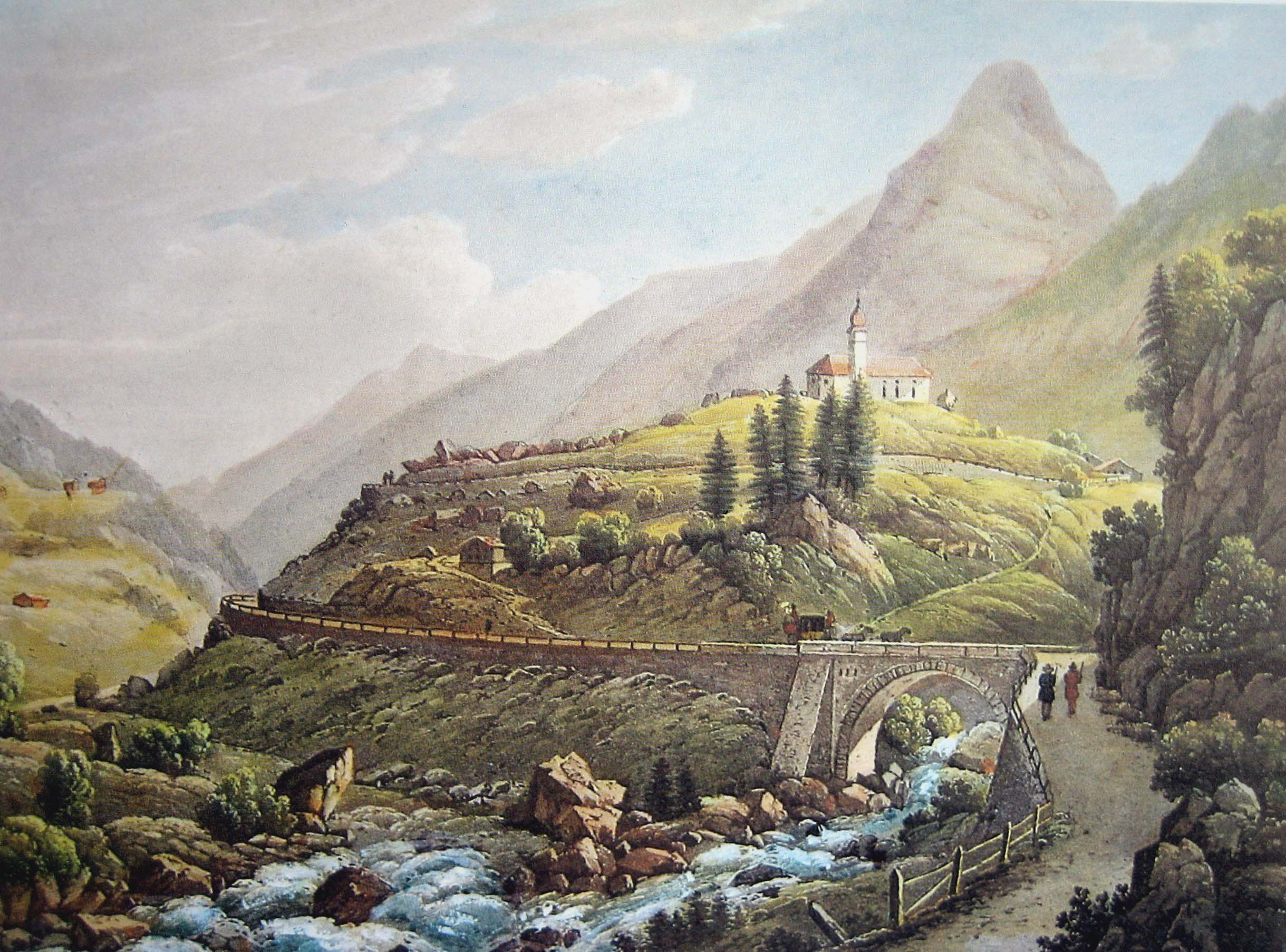
Postkutsche vor Wassen, 1845
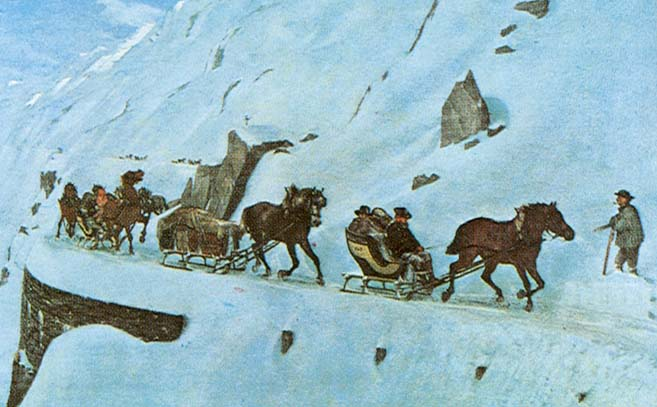
Gotthardpost im Schlitten, 1873
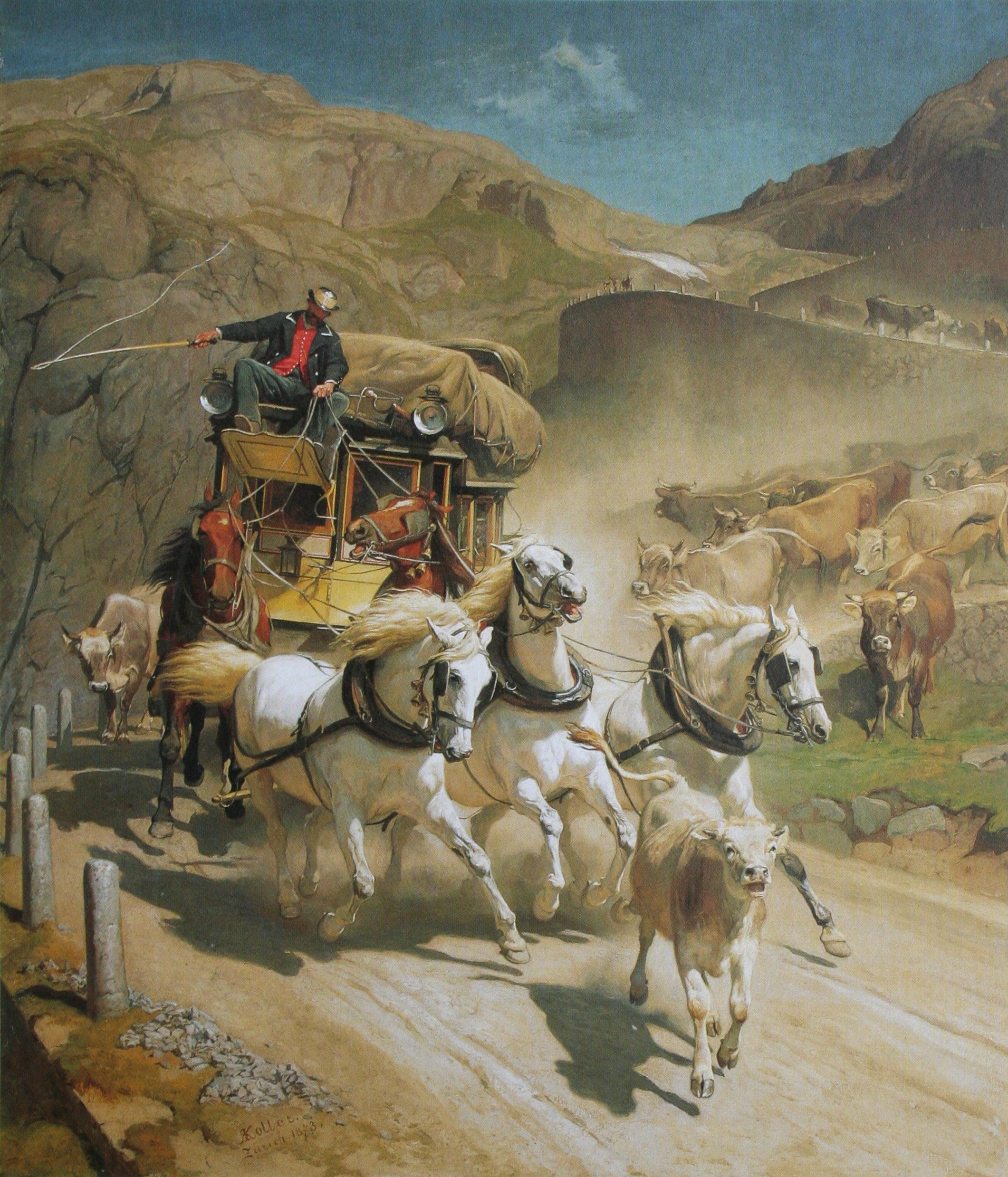
Die Gotthardpost, Gemälde von Rudolf Koller, 1873
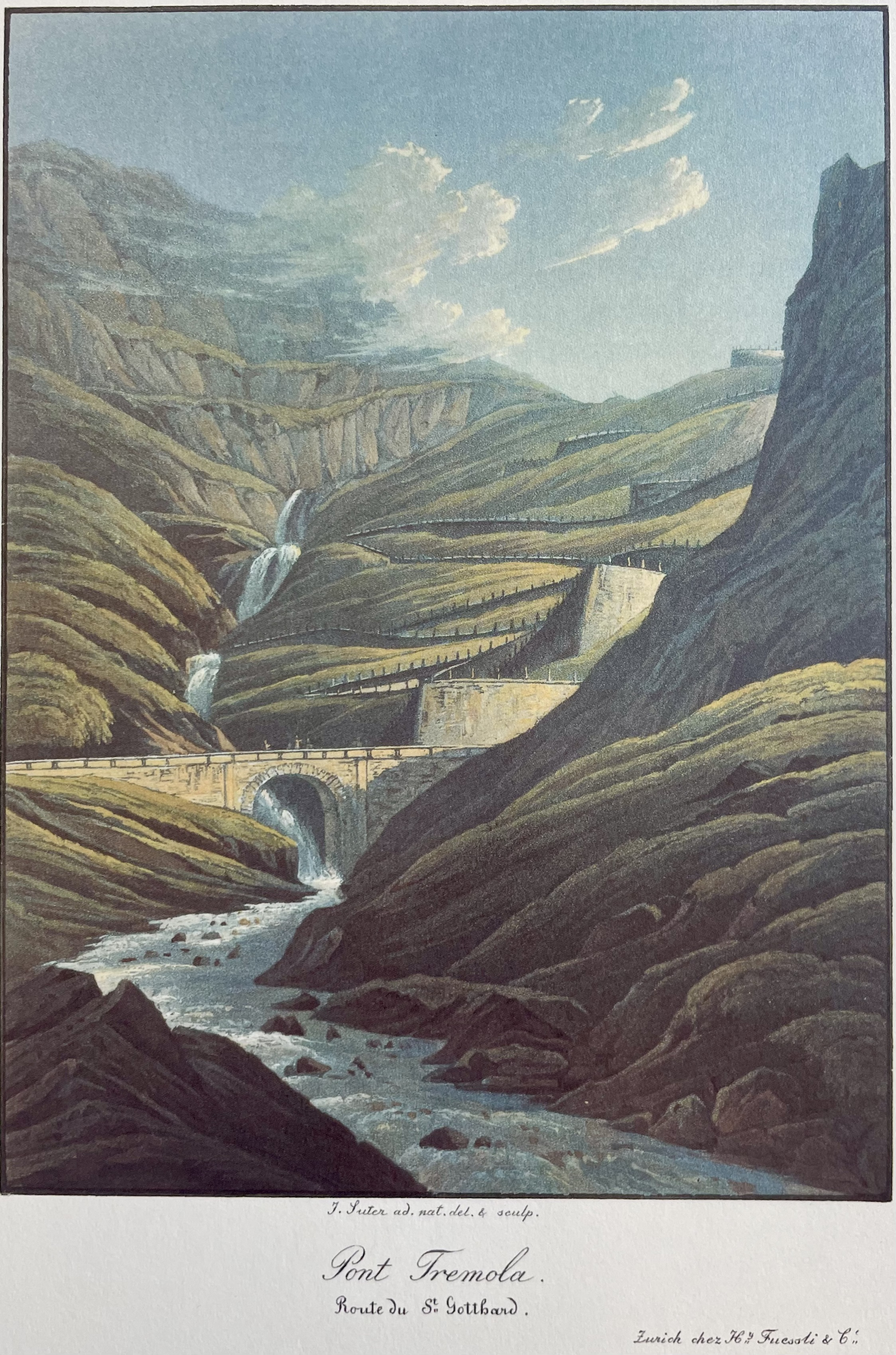
Ponte della Tremola, 1833

Nach der Eröffnung der neuen Strasse 1830 fuhr drei Mal wöchentlich ein Kurswagen in beiden Richtungen zwischen Flüelen und Chiasso. Zum Einsatz kamen kleine Einspännerkutschen mit zwei bis drei Plätzen. Die grosse Zeit der Gotthardpost begann 1842, als täglich ein fünfspänniger, zehnplätziger Wagen in beiden Richtungen fuhr. Die Fahrt von Como nach Flüelen dauerte knapp 23 Stunden.
Im Winter wurden die Kutschen durch Kolonnen von einspännigen, zweiplätzigen Schlitten ersetzt. Auf beiden Seiten des Passes mussten je 100 Mann für die Schneeräumung bereitstehen.
1848, nach der Bildung des schweizerischen Bundesstaates, wurden die Erhebung von Wegzöllen und kantonalen Gebühren verboten. Unter der Leitung der eidgenössischen Post wurden die Dienstleistungen verbessert und die Fahrzeiten verkürzt. 1849 ging das Postwesen von den Kantonen an den Bund über. Im gleichen Jahr wurde ein zweiter täglicher Kurs eingerichtet, wiederum mit einem fünfspännigen, zehnplätzigen Wagen, der damaligen Standard-Postkutsche der schweizerischen Post. 1857 nutzten über 29'000 Postreisende den Gotthard, die drei Bündner Pässe San Bernardino, Splügen und Julier brachten es zusammen auf nur 19'117 Postreisende. Trotz den vielen Reisenden war die Eilpost grösstenteils ein Verlustgeschäft, dies obwohl die ca. 50-stündige Kutschenfahrt von Basel nach Mailand 68.60 Franken kostete, was damals ein gewaltiger Betrag war.
Im Herbst 1881, vor der Umstellung auf den winterlichen Schlittenbetrieb, fuhr die letzte Postkutsche über den Pass, Kondukteur (nicht Postillon) war der legendäre Alois Zgraggen. Im darauffolgenden Frühjahr wurde der Schlittenbetrieb eingestellt.

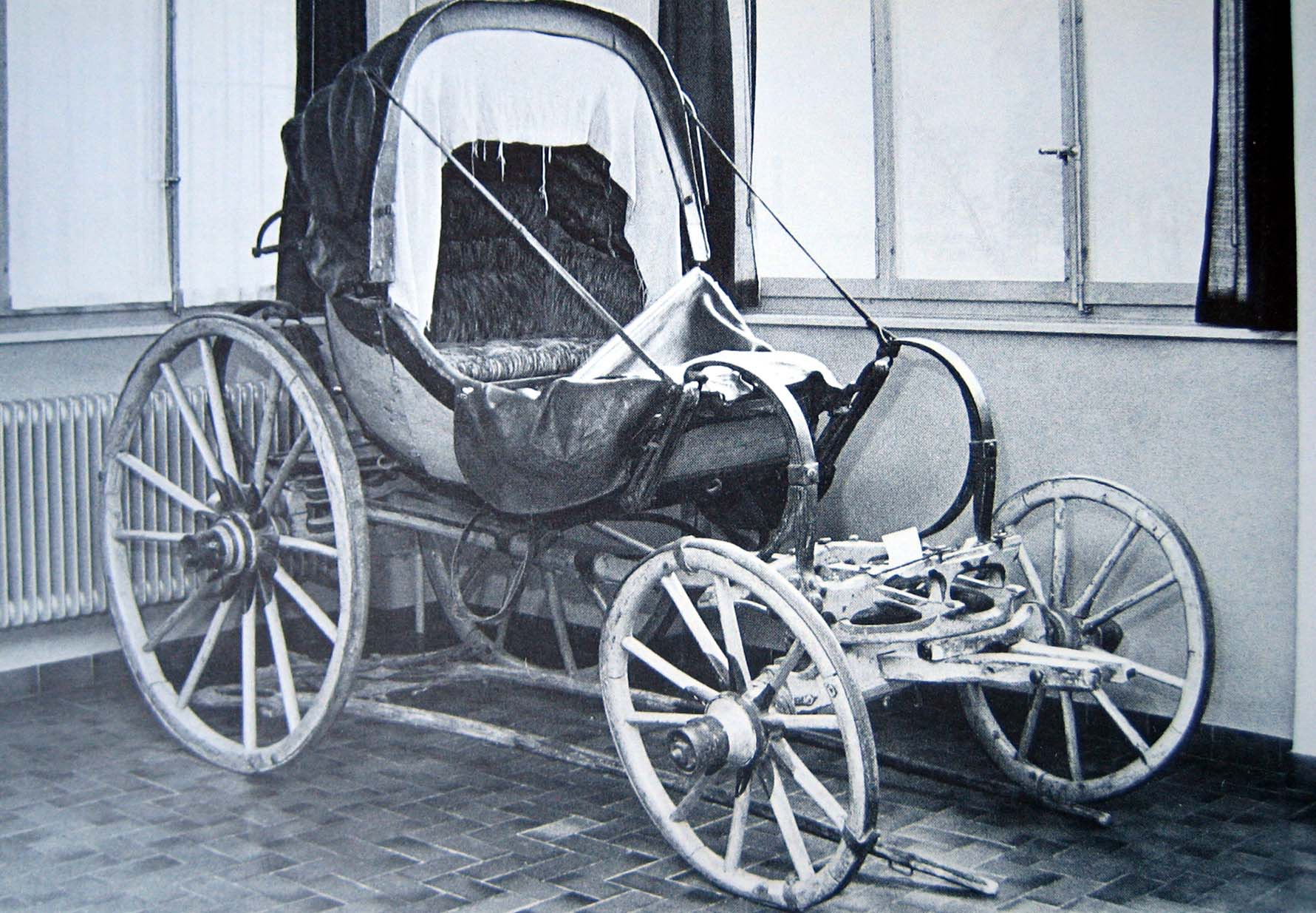
Zweiplätziger Gotthardpostwagen, wie er ab 1830 verwendet wurde
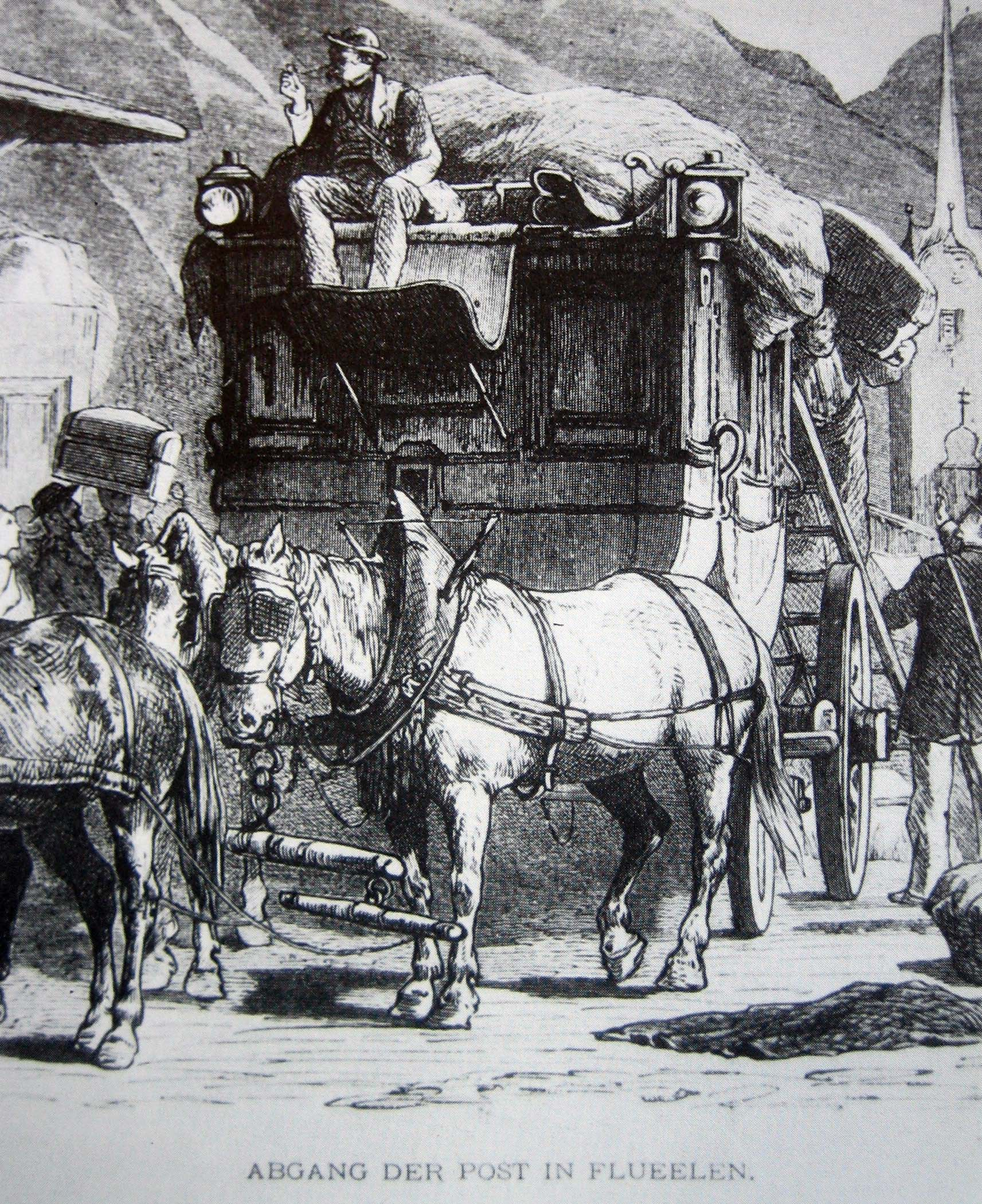
Abfahrt der Postkutsche in Flüelen, 1820
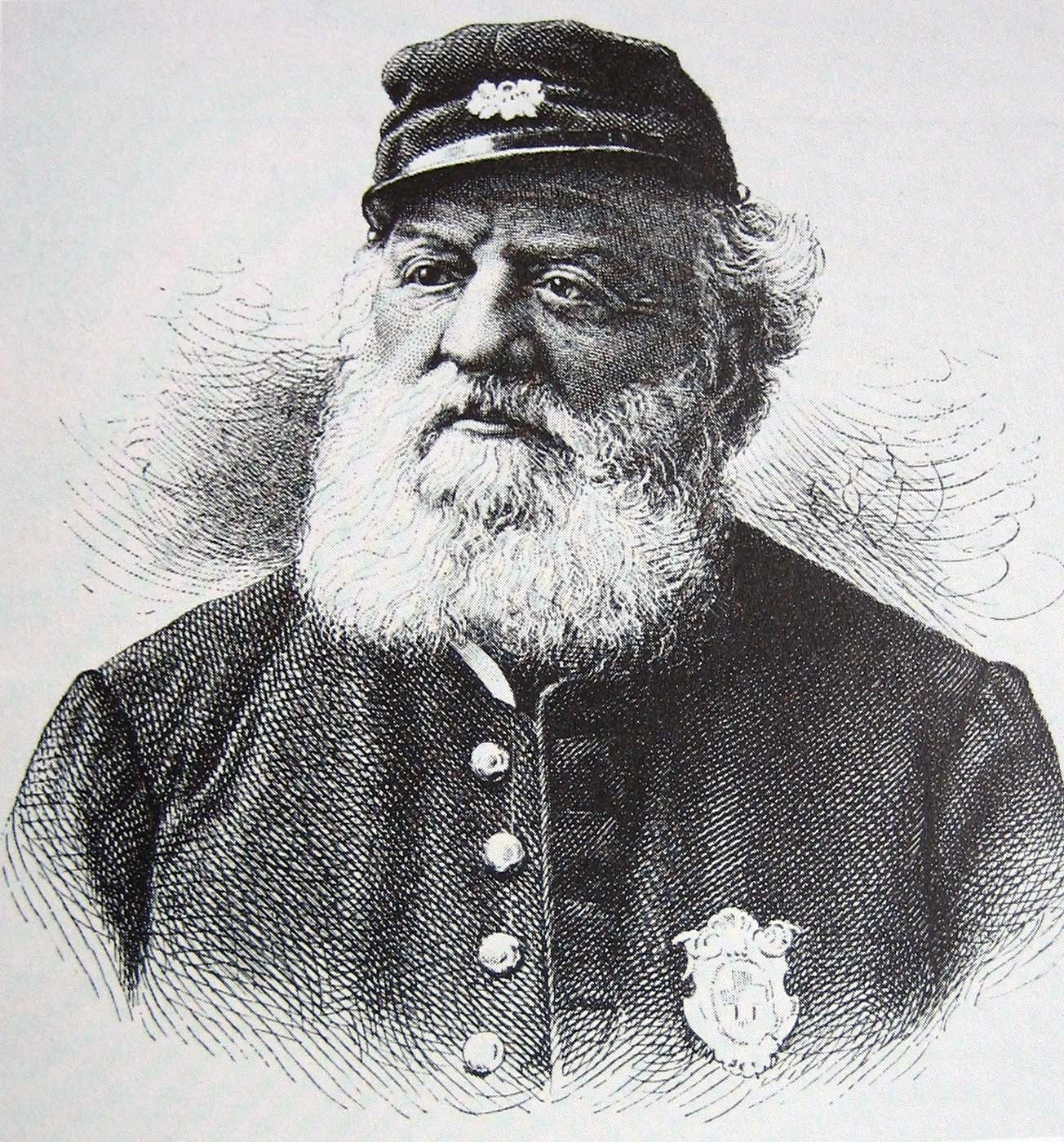
Alois Zgraggen, Lithographie
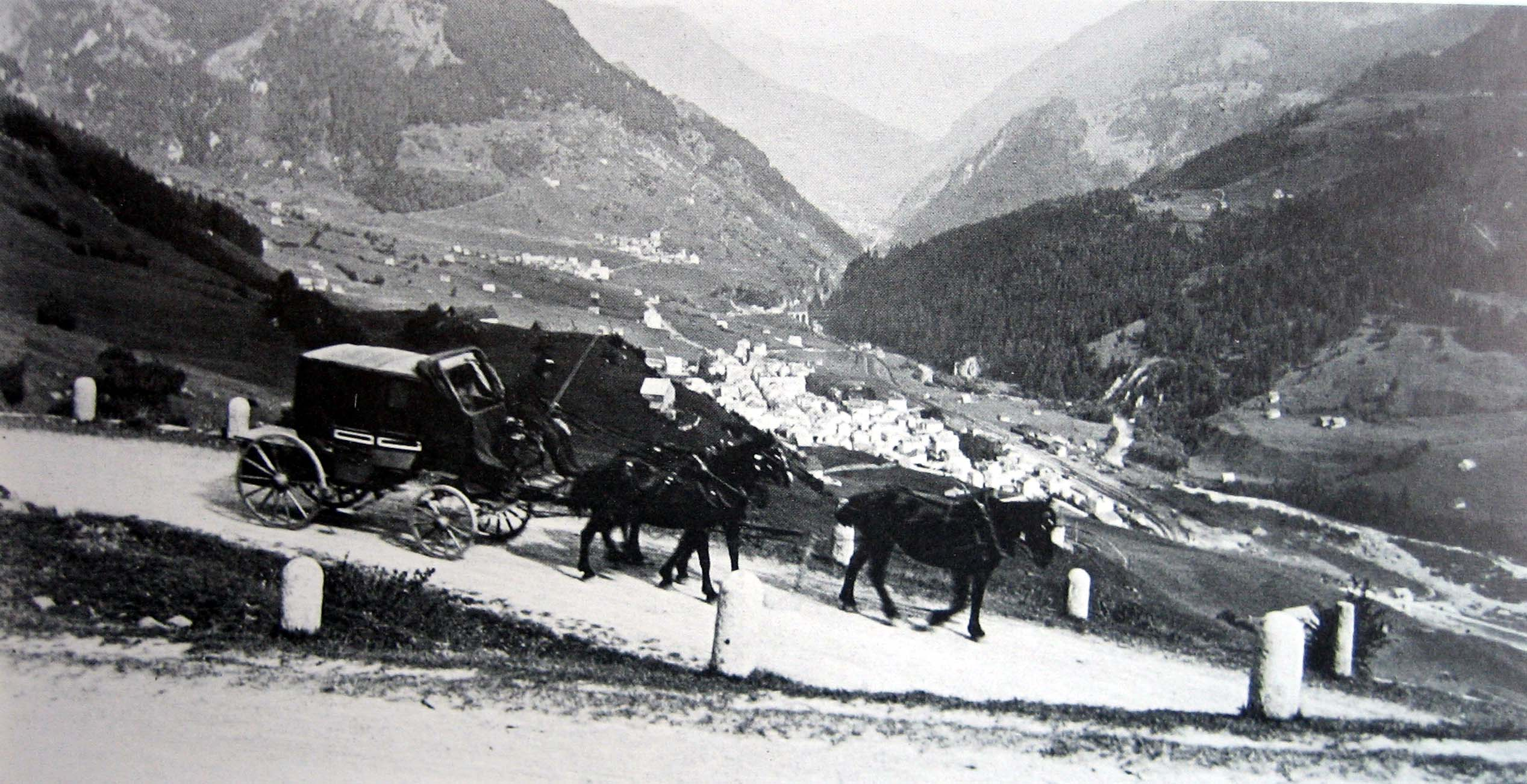
Die letzte Gotthardpost am 13. September 1921 oberhalb Airolo
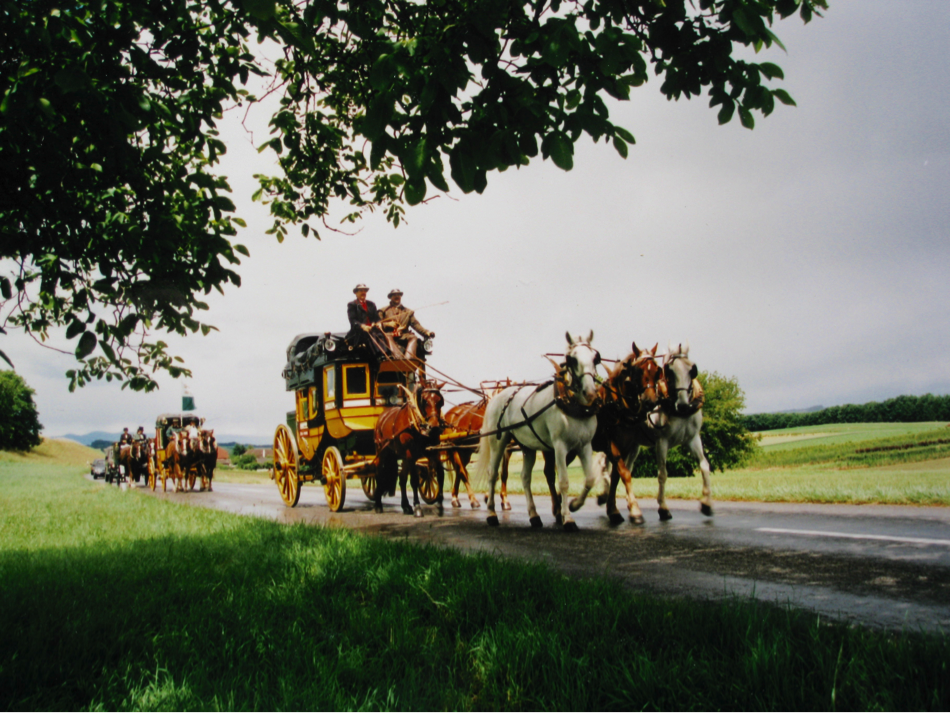
Einziger erhaltener Gotthard-Postwagen im Einsatz 1998

Als 1882 die Gotthardbahn eröffnet wurde, verlor die Gotthardstrasse über Nacht für ein paar Jahrzehnte an Bedeutung. Hatten vor dem Ausbau des Gotthards 1820 nur 15'000 Reisende den Pass überquert, waren es im Rekordjahr 1875 mehr als 72'000. Im letzten vollen Betriebsjahr, 1881, waren es noch 58'496. Ab 1881 wurden die Postsendungen durch den im Rohbau fertigen Gotthardtunnel transportiert, sodass die beschwerlichen und gefährlichen Fahrten über den Pass dahinfielen.
1909 versuchte man noch einmal, im Sommer den Gotthard mit der Wiedereinführung eines Postkutschenkurses zwischen Andermatt und Airolo wiederzubeleben, aber die Kurse hatten nur noch eine lokale Bedeutung. Im Herbst 1921 fuhr zum letzten Mal eine Pferdepostkutsche über den Gotthard. Im ganzen Jahr 1921 wurden gerade noch 188 Passagiere befördert. Im nächsten Jahr fuhr bereits der Car-Alpin, das erste Postauto.

### Autoverkehr
Die Zeit des Autos war angebrochen: Bereits 1895 soll ein erstes Automobil den Gotthardpass erreicht haben. Der französische Ingenieur I. Arraou rapportierte 1901 seine rund 3000 Kilometer lange Rundreise mit der Überquerung des Gotthards als Höhepunkt. Er fuhr einen 350 Kilogramm schweren De Dion-Bouton mit 3,5 PS. In Luzern beschaffte er sich vier 10-Liter-Kanister Benzin, da er befürchtete, bis nach Italien weder Benzin noch Mechaniker für allfällige Reparaturen zu finden. Von Göschenen aus expedierte er das meiste Gepäck per Bahn an die italienische Grenze, um Gewicht für den Aufstieg zu sparen. Über die Teufelsbrücke wurde das Auto wegen dichten Nebels geschoben, nach Hospental ging ein Mitreisender mit einer Laterne vor dem Auto her. Wegen des zu schwachen Motors musste das Fahrzeug in den steilsten Passagen geschoben werden. Andererseits waren auf der Abfahrt in Richtung Airolo die ledernen Bremsbeläge schon nach wenigen Minuten verbrannt. Der Fahrer unternahm alles Mögliche, um die Bremskraft zu verstärken: Ein mit Draht befestigter Baumstamm sollte die Fahrt genauso verlangsamen wie das bei Gegenwind als «Bremssegel» geöffnete Verdeck. Die Talfahrt nach Airolo dauerte acht Stunden.
Literarisch dokumentiert ist auch die Autofahrt des Dichters Otto Julius Bierbaum vom Juli 1902 über den Gotthard in seinem 1903 publizierten Reisebericht Eine empfindsame Reise im Automobil. Bierbaum hatte für seine Italienreise in Begleitung seiner Ehefrau vom Berliner Verlag August Scherl einen 8 PS starken roten Adler-Phaeton und einen Fahrer namens Louis Riegler zur Verfügung gestellt bekommen. 1902 war der Gotthard der vermeintlich einzige Schweizer Pass, für den eine Nutzung mit Motorwagen nicht verboten war. Die Reisegesellschaft bewältigte die 136 Kilometer lange Strecke von Bellinzona nach Brunnen in neun Stunden. Den anekdotischen Höhepunkt erreichte diese Fahrt allerdings erst auf der Talfahrt in Göschenen: Ein Polizist versperrte den Weg und befahl auszusteigen. Bierbaum wurde mitgeteilt, dass die Polizei in Andermatt ein Telegramm gesandt habe: «Automobil hier durchgefahren; unmöglich es aufzuhalten. Stellt es und verfügt nach Gesetz!» Es stellte sich heraus, dass der Kanton Tessin zwar das Befahren des Gotthards erlaubt hatte, aber nicht der Kanton Uri das Befahren der Schöllenen. Bierbaum musste, weil er in Andermatt keinen Ochsen vor seinen Kraftwagen gespannt hatte, 20 Franken Strafe zahlen, worauf er seinen Weg fortsetzen durfte.
Auto und aufkommender Massentourismus führten spätestens nach dem Zweiten Weltkrieg am Gotthardpass zu einem erhöhten Verkehrsaufkommen. Es zeigte sich, dass die alte und kehrenreiche Gotthardstrasse den neuen Ansprüchen immer weniger genügte, obwohl man zwischen 1937 und 1941 auf der Tremolastrasse und anderen Teilstücken den Naturbelag durch einen Belag mit Granitsteinen ersetzt hatte. Ab 1924 konnten erstmals Autos als Reisegepäck durch den Tunnel mitgenommen werden; 1930 waren es bereits rund 3600 Fahrzeuge pro Jahr. Trotzdem musste eine neue Strasse her.

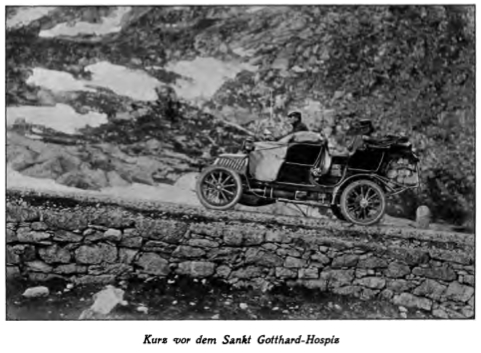
Bierbaum kurz vor dem Gotthard-Hospiz, 1902
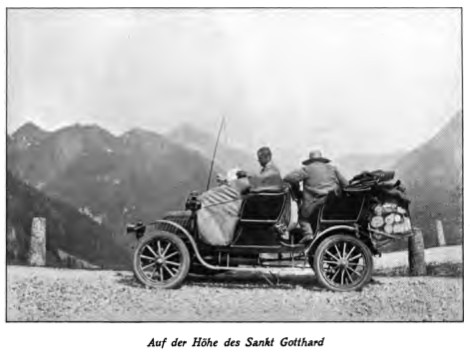
Bierbaum auf der Passhöhe
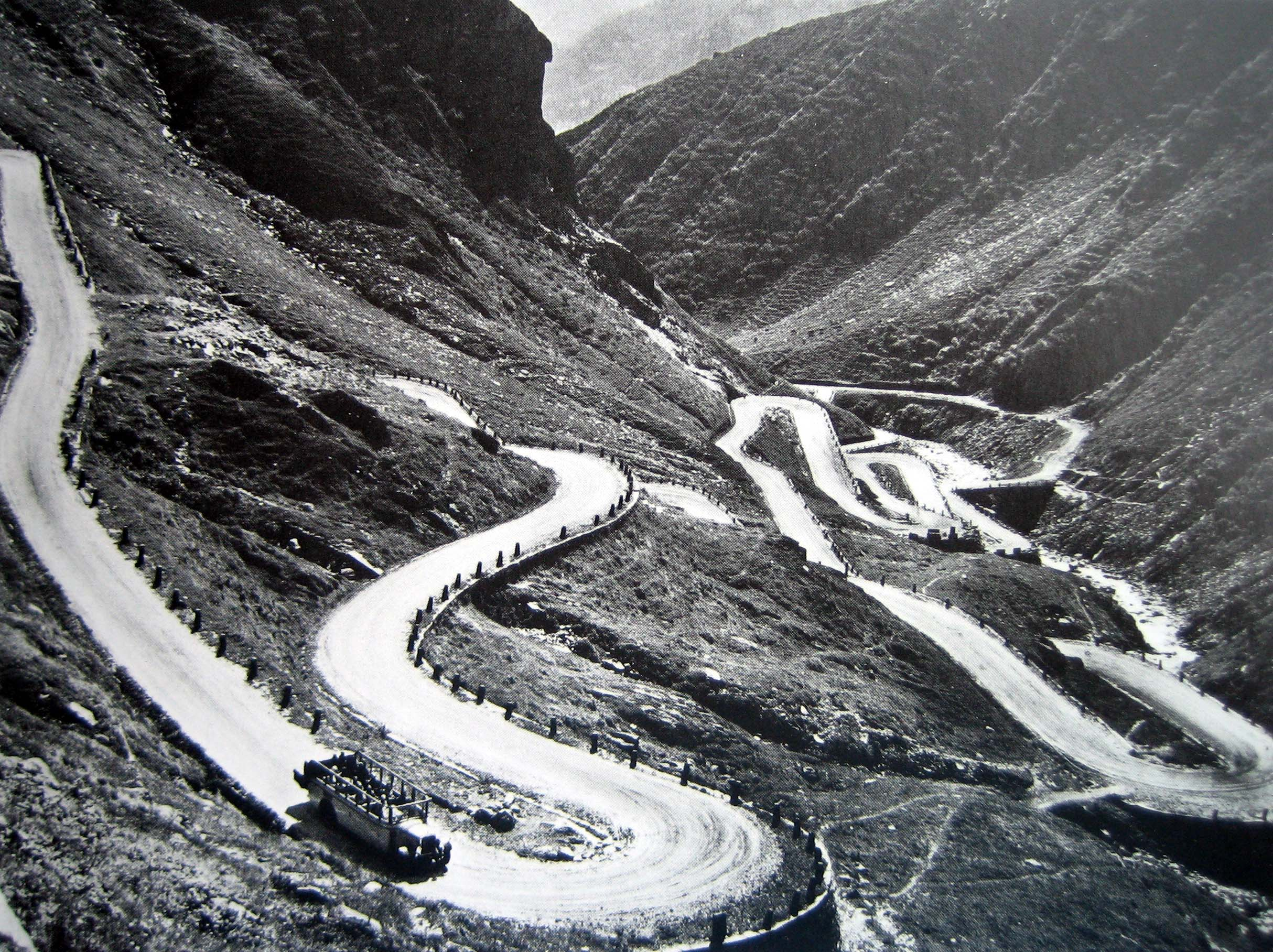
Die Tremola, 1928
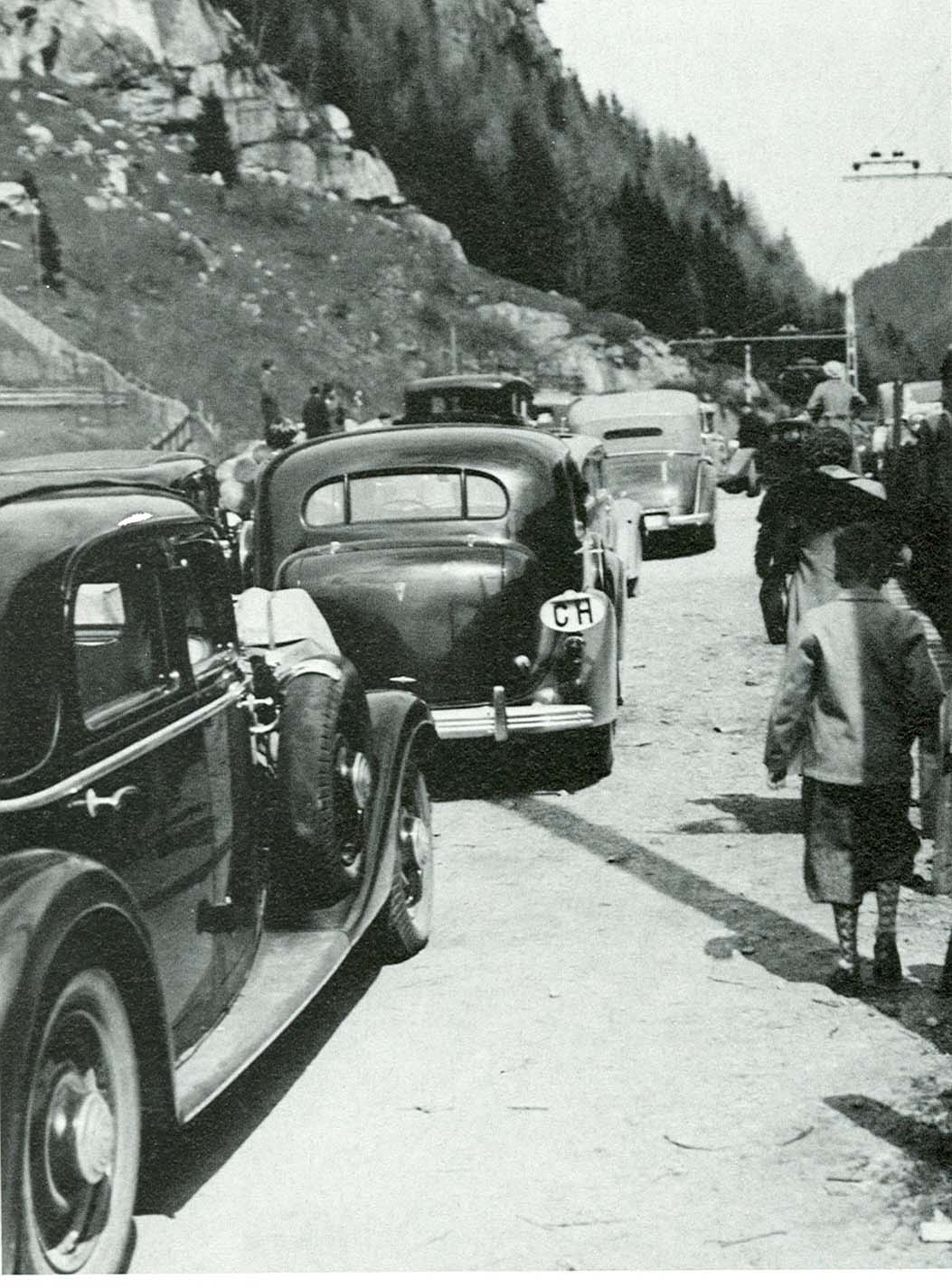
Autoverlad am Gotthard in den 1930er-Jahren
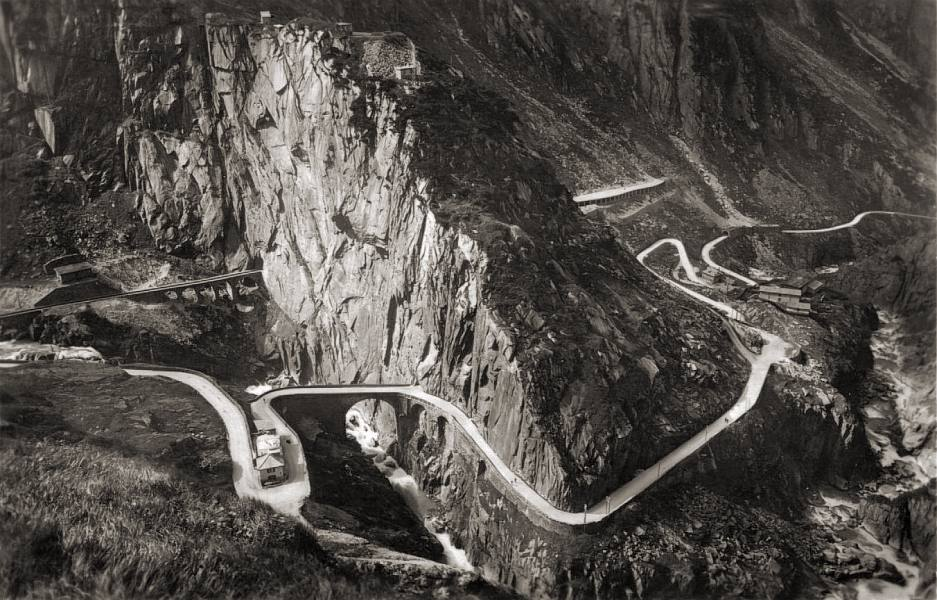
Die Schöllenen, 1953
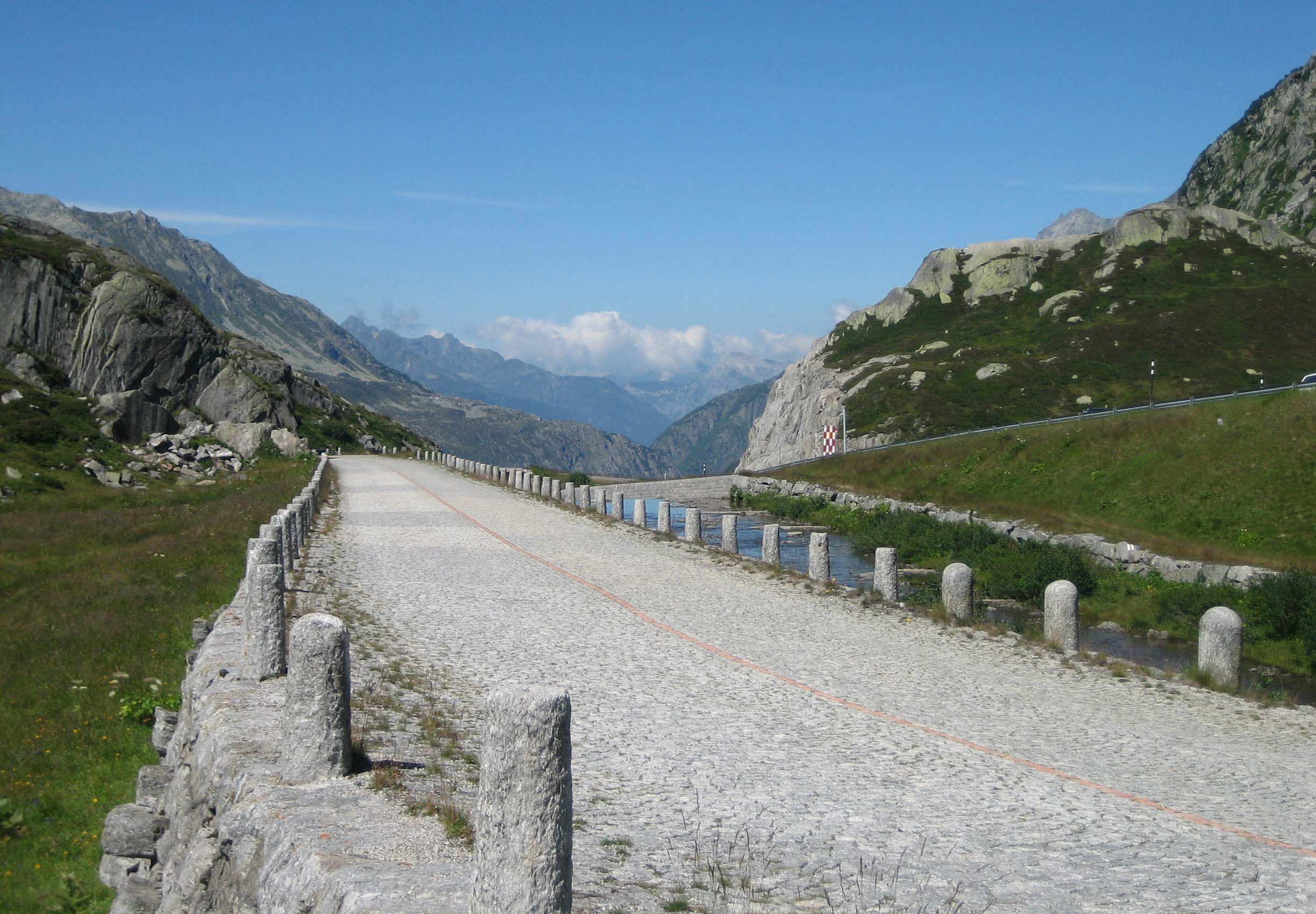
Die alte Strasse nördlich des Hospizes

### Die neue Strasse

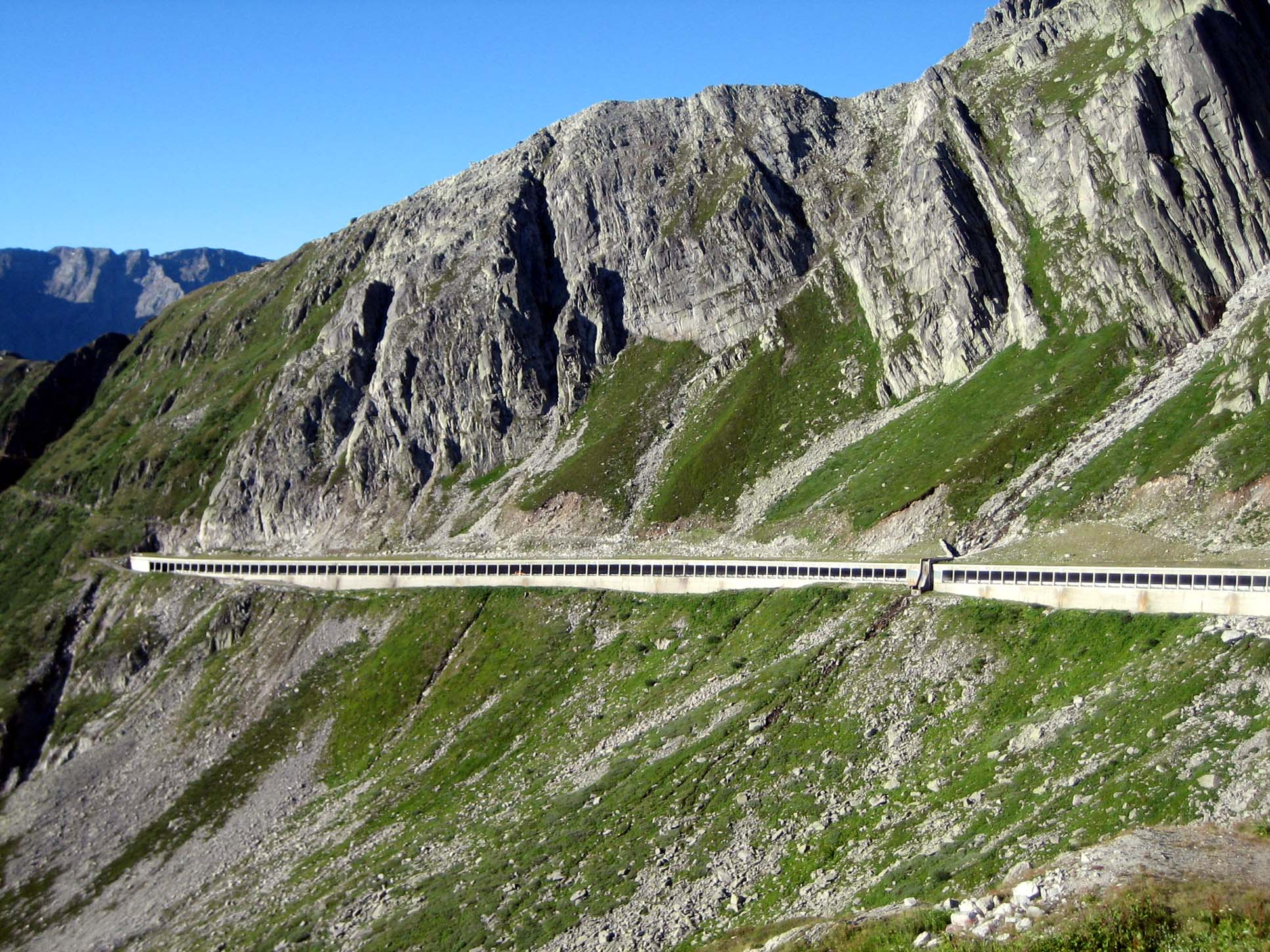
Galerie oberhalb der Tremola

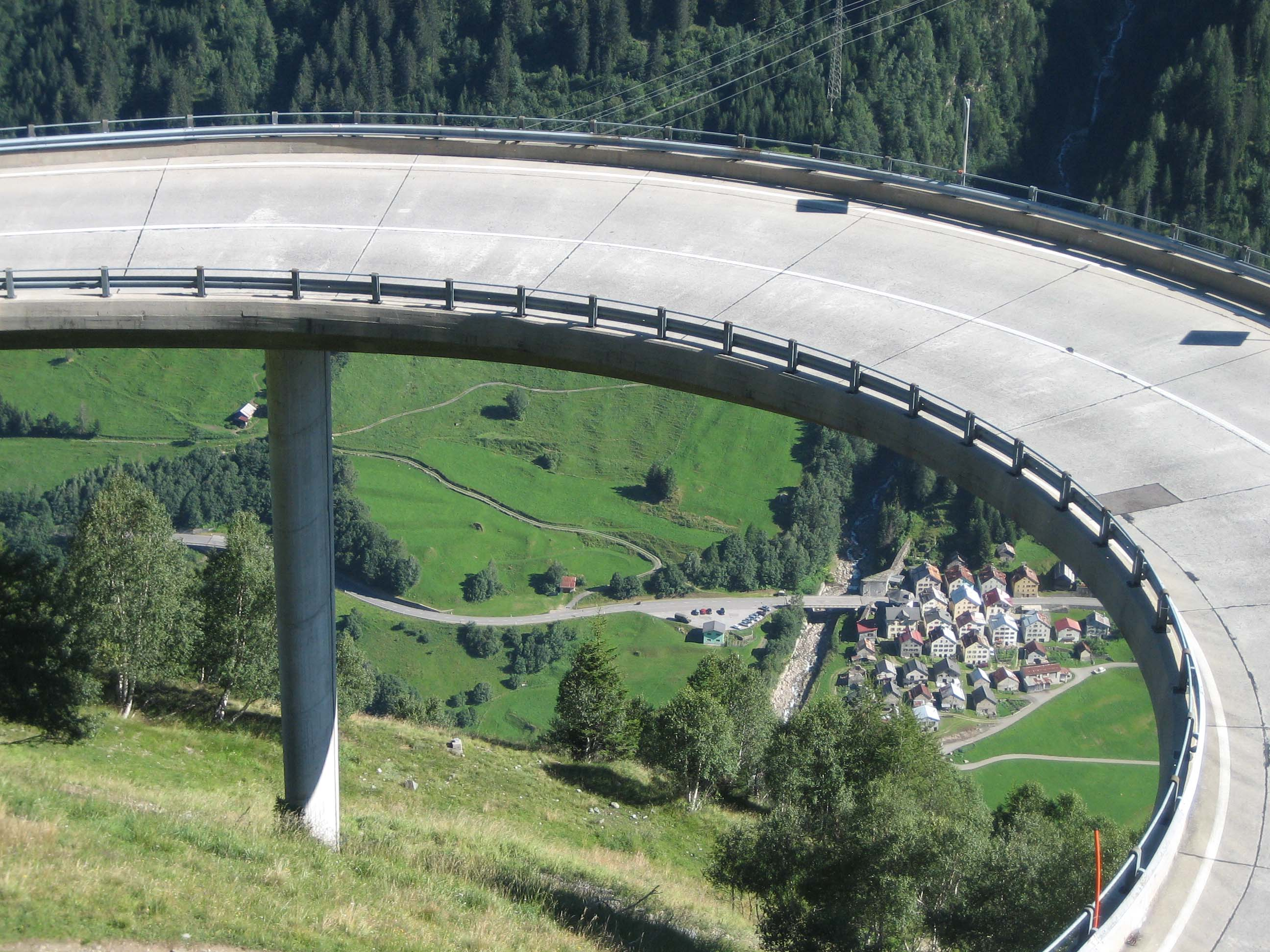
Blick ins Val Bedretto

Ab 1953 begann Uri mit dem Vollausbau der Schöllenenstrasse. Das Urnerloch wurde ausgebaut und eine neue Teufelsbrücke errichtet. Im Sommer 1967 konnte der erste Teil der neuen Tremolastrasse eröffnet werden; die restliche Tremolastrasse konnte aber erst 1977 befahren werden. Die neue Strasse umgeht mit ihrer neuen Linie, den dreizehn Brücken, einem Tunnel und ihren langen Lawinengalerien die alte Tremolastrasse grossräumig. Im Sommer 1983 konnte als letztes Teilstück der neuen Gotthardstrasse die Umfahrung von Andermatt als Teil der Hauptstrasse 2 dem Verkehr übergeben werden. Die alte Tremolastrasse zwischen der Passhöhe und Motto Bartola bildet die Hauptstrasse 561.
2009 bis 2011 wurde die Tremola aufwendig und mit viel Beton restauriert, was bei Kunsthistorikern und dem Bundesamt für Strassen auf Kritik stiess.
Aber auch diese neue Gotthardstrasse war nur eine Zwischenlösung, zumal der Pass im Winter jeweils für einige Monate gesperrt ist. Bald zeigte sich, dass der Bau eines Scheiteltunnels unumgänglich war. Und so verlor nach nicht einmal zwei Jahrzehnten auch die neue Gotthardstrasse an Bedeutung, als mit der Eröffnung des Gotthard-Strassentunnels am 5. September 1980 unter dem Gotthard eine wintersichere Verbindung geschaffen wurde.

## Die Gotthardachse heute

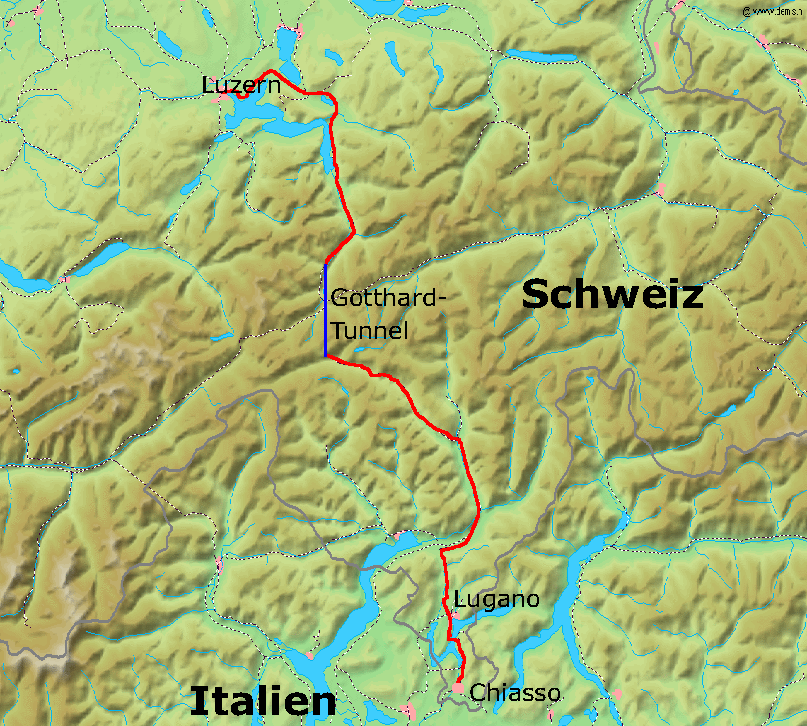
Die Eisenbahnverbindung entlang der Gotthardachse

Mit der Eröffnung der Gotthardbahn im Jahre 1882 begann der bis heute anhaltende Verkehrszuwachs auf dieser Strecke. Heute besteht sie sowohl aus einer Eisenbahnstrecke als auch einer Autobahn. Die Gotthardachse hat eine zentrale Bedeutung im europäischen Nord-Süd-Verkehr und ist deshalb häufig überlastet.
Über die Gotthardachse wird auch im grossen europäischen Verkehrszusammenhang geredet. Das Kernstück aber beginnt im Norden, am südlichen Teil des Vierwaldstättersees. Es führt durch das Urner Reusstal über oder durch den Gotthard-Pass in die Leventina hinab nach Biasca im Süden.
Das St.-Gotthard-Museum neben dem Hospiz vermittelt die Bedeutung und den Einfluss der Passstrasse.

### Telekommunikation

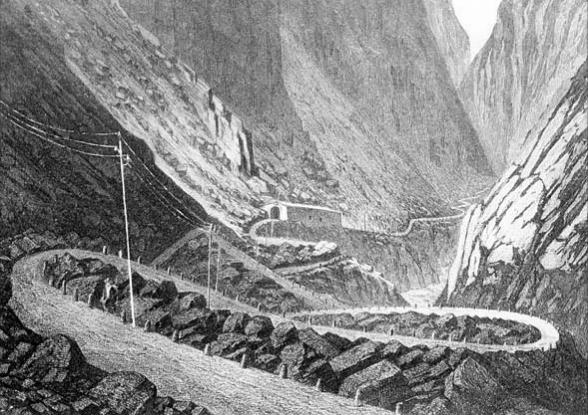
Telegrafen-Leitung am Gotthard um 1850/1870

Auch das Post- und Telekommunikationswesen nutzte den Gotthard: Schon 1852 führte eine elektrische Freileitung für Telegrafie über den Gotthard. 1882 wurde sie durch ein Kabel im Eisenbahntunnel ersetzt. 1900 wurde parallel dazu ein Telefonkabel verlegt. 1979 wurde dieses durch ein zwölfadriges Koaxialkabel ersetzt.

### Tunnel
Von 1872 bis 1882 wurde der Gotthardtunnel der Gotthardbahn gebaut. Überwiegend wurden italienische Gastarbeiter beschäftigt. Bei den Arbeiten am Tunnel starben 177 Männer, darunter auch der projektleitende Ingenieur Louis Favre. Die neugebaute Eisenbahnlinie sorgte für einen wirtschaftlichen Aufschwung im Tessin. Ein Denkmal für die Opfer des Eisenbahntunnelbaus, geschaffen vom Künstler Vincenzo Vela, steht in Airolo.
Von 1970 bis 1980 wurde der Gotthard-Strassentunnel gebaut und am 5. September 1980 eröffnet. Er ist das Herzstück der Schweizer Nationalstrasse A2 von Basel nach Chiasso und damit der kürzesten europäischen Autobahnverbindung zwischen Hamburg und Sizilien. Am 24. Oktober 2001 kam es durch den Zusammenstoss zweier Lastwagen zu einer Brandkatastrophe im Tunnel, bei der elf Menschen starben.
Ende 2016 wurde der Gotthard-Basistunnel in Betrieb genommen, der neue Eisenbahntunnel zwischen Erstfeld und Bodio und Kernstück der Neuen Eisenbahn-Alpentransversalen (NEAT).

### Windräder
Auf der Passhöhe wurden fünf Windräder vom Typ Enercon E-92 errichtet (Parco eolico del San Gottardo). Sie haben zusammen eine installierte Leistung von 11,75 Megawatt und sollen jährlich 16 bis 20 Gigawattstunden Strom erzeugen, so viel wie ein kleines Wasserkraftwerk. Die Windräder haben 98 Meter hohe Masten und einen Rotordurchmesser von 92 Metern. Sie wurden im Oktober 2020 eingeweiht. In der Nähe gibt es Stromleitungen wie zum Beispiel zum Kraftwerk Lucendro, die den produzierten Strom aufnehmen können.

## Bilder

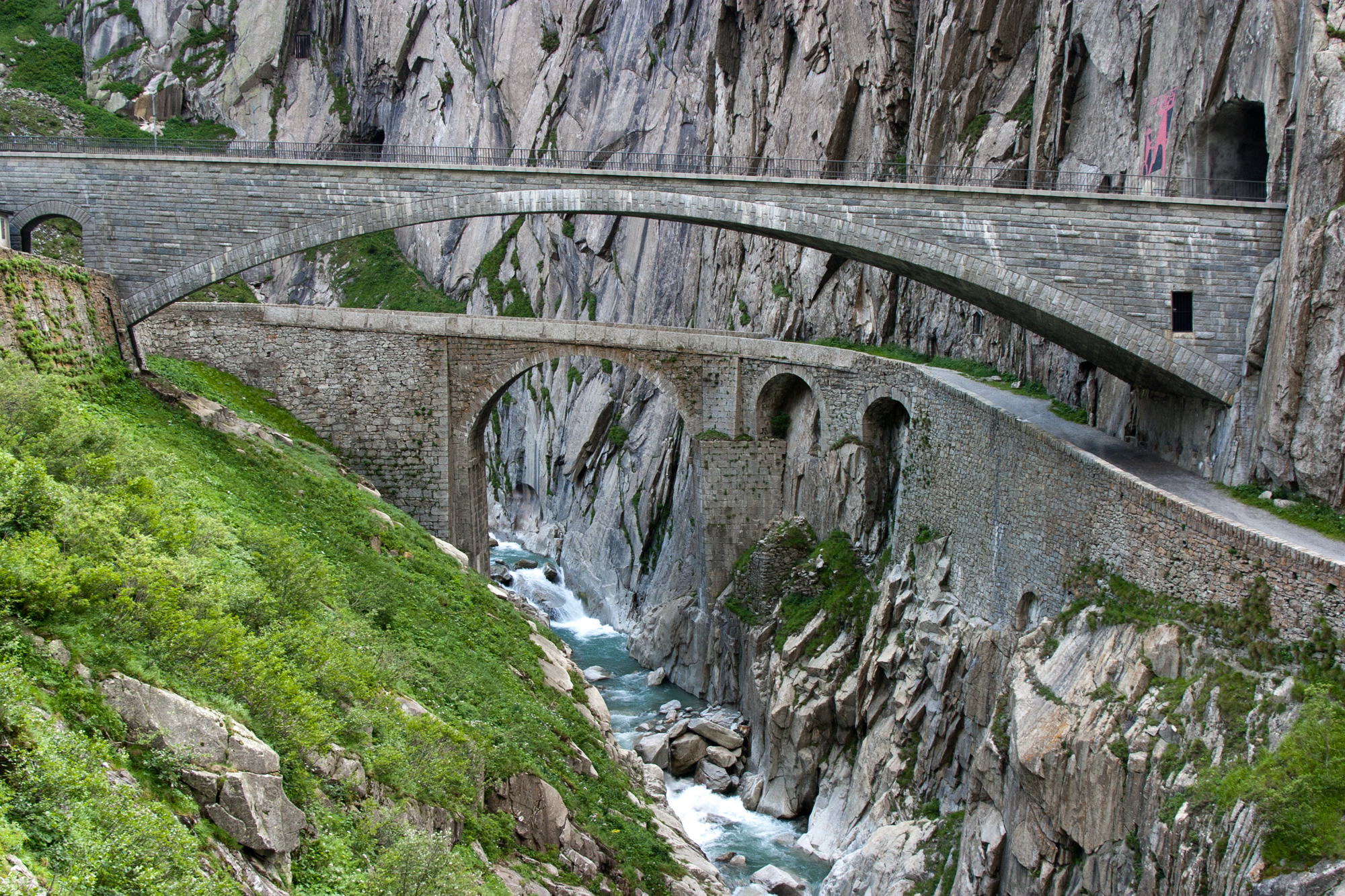
Die alte und die neue Teufelsbrücke in der Schöllenenschlucht
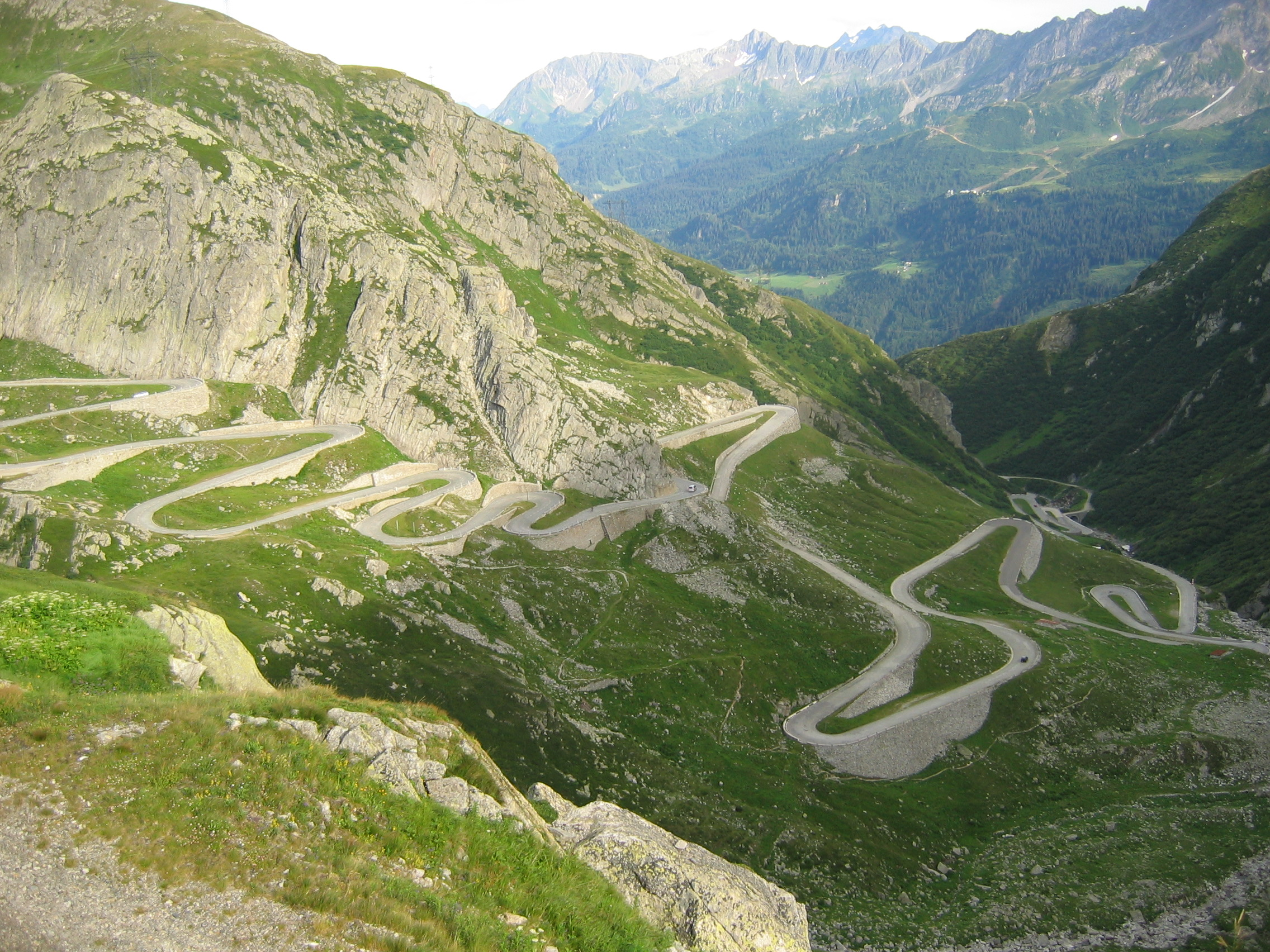
Die alte Passstrasse im Val Tremola
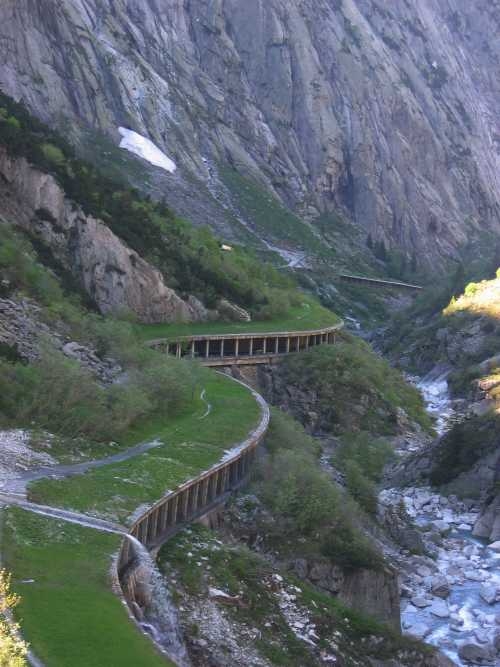
Die Nordrampe mit der Schöllenenschlucht
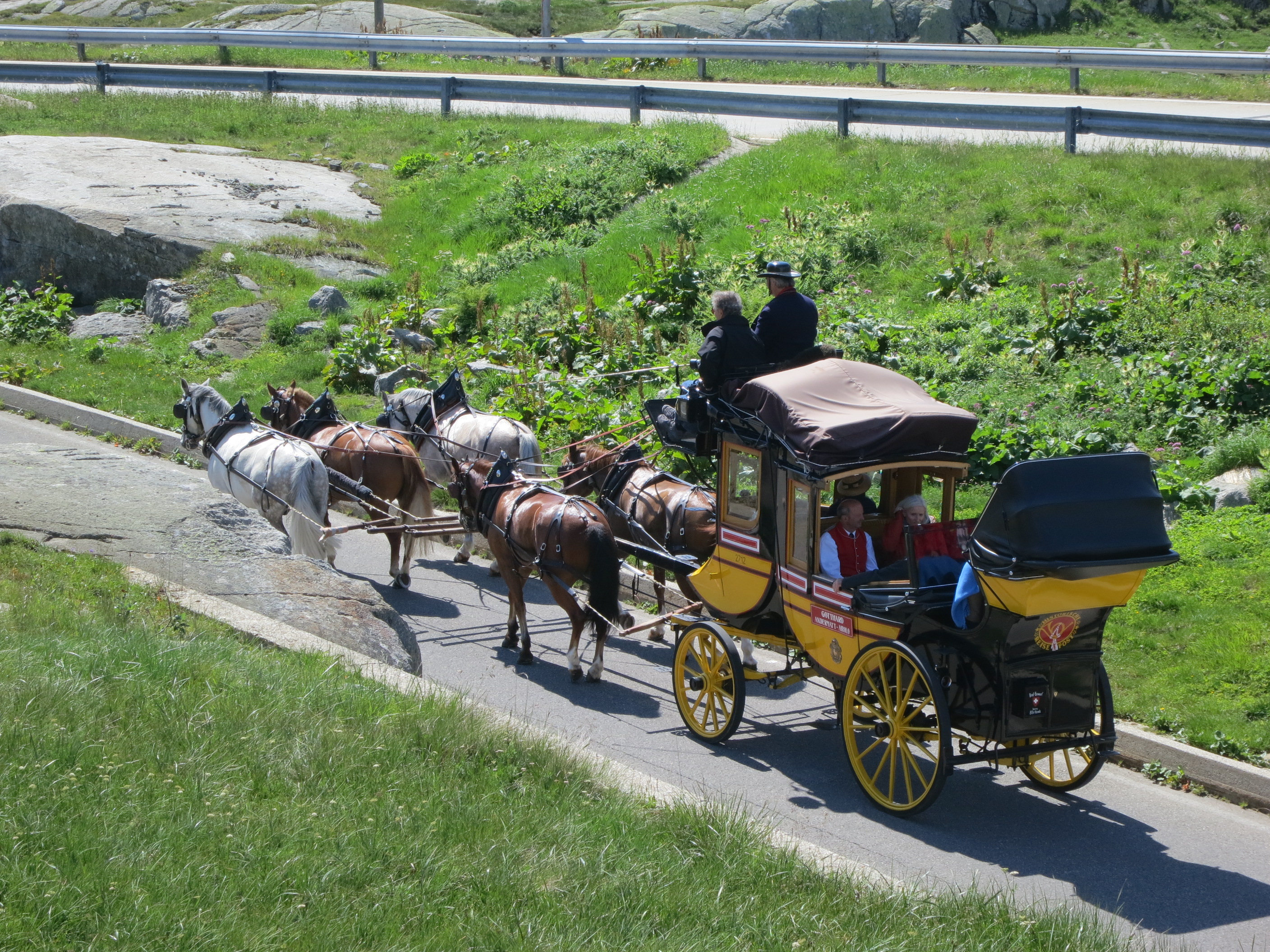
Postkutsche, 2013
Fibbia-Platten gegen Tremola. Historisches Bild von Leo Wehrli (1949)
Passstrasse Tremola. Historisches Luftbild von Werner Friedli (Fotograf) (1964)
Flieger-Denkmal Guex beim Gotthard Hospiz. Historisches Bild von Leo Wehrli (1948)
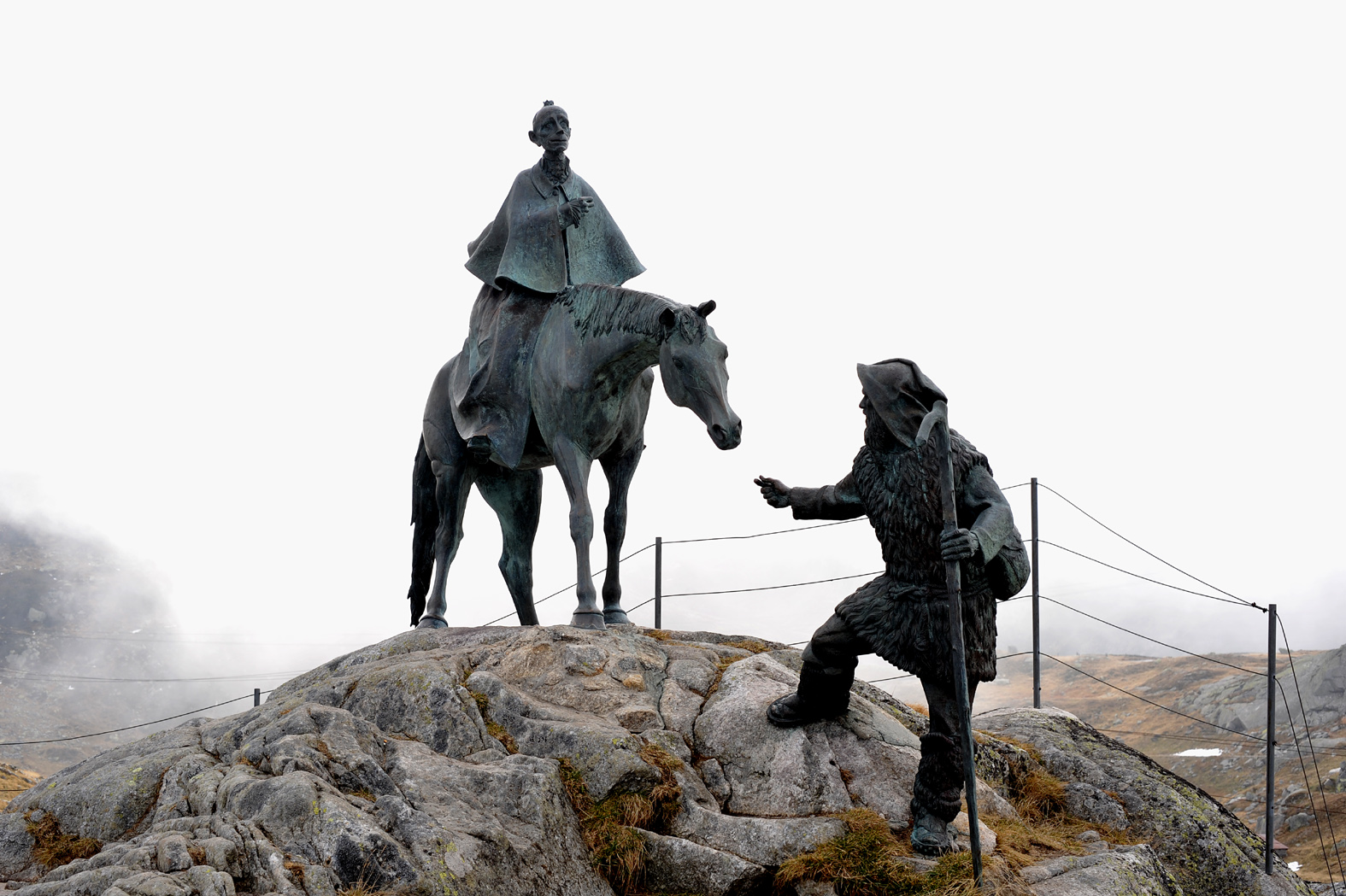
Generalissimus Alexander Suworow mit seinem Führer Antonio Gamba aus Taverne bei der Überquerung des Gotthardpasses 1799 (D. N. Tugarinow, 1999)

## Zitat
«So immer steigend, kommt Ihr auf die Höhen
Des Gotthards, wo die Ewg’en Seen sind
Die von des Himmels Strömen selbst sich füllen
Dort nehmt Ihr Abschied von der deutschen Erde,
Und muntern Laufs führt Euch ein andrer Strom
Ins Land Italien hinab, Euch das gelobte»

## Film
- Leben auf dem Gotthard. Dokumentation von Jérôme Porte und Béatrice Mohr (2015).[18]
- Mythos Gotthard – Pass der Pioniere. Dokumentation von Verena Schönauer (2018).